# Yepes
Yepes es un municipio y localidad española de la provincia de Toledo, en la comunidad autónoma de Castilla-La Mancha. El término municipal, que pertenece a la comarca de Mesa de Ocaña, cuenta con una población de 5541 habitantes (INE 2024).

## Geografía

### Ubicación
Yepes está situado en el extremo occidental de la comarca de La Mesa de Ocaña, en una extensa y elevada llanura caliza, al noreste de la provincia de Toledo. Limita al norte con los municipios de Ciruelos y Ocaña (Toledo), y Aranjuez (Madrid). Al sur con Villasequilla y Huerta de Valdecarábanos (Toledo). Al este con Ocaña y al oeste con Almonacid (Toledo) y Aranjuez.
El término municipal abarca 19 km de este a oeste y 10 km de norte a sur, resultando una extensión de 85 km².
| Noroeste: Aranjuez  | Norte: Ciruelos                               | Noreste: Ocaña                    |
| Oeste: Aranjuez     |                                               | Este: Ocaña                       |
| Suroeste: Almonacid | Sur: Villasequilla y Huerta de Valdecarábanos | Sureste: Huerta de Valdecarábanos |

### Relieve
Yepes está situado en una inmensa llanura que se pierde en el horizonte interrumpida solo por aislados oteros, suaves lomas, que se prolongan por la casi totalidad del término y, allí donde la Mesa de Ocaña termina dando vista al río Algodor y valle del Tajo, el páramo se interrumpe y el desnivel se convierte y confunde entre altozanos que resisten la intemperie, veguillas y barrancos formados por la erosión de los torrentes. Hay que recordar que Castilla-La Mancha tiene tres unidades geológicas bien definidas:
1. Al norte, este y sudoeste, se levantan plegamientos pertenecientes al movimiento Herciano (Paleozoico); posteriormente arrasados y fracturados en el Alpino.
2. Los materiales mesozoicos plegados en el Terciario al este y sudoeste.
3. Los sedimentos formados en el Terciario Superior (Neógeno) y Cuaternario en el centro que ocasionan amplias llanuras.

Dentro de estas unidades estructurales, Yepes, pertenece por su situación y características a la unidad neógena y, en una pequeña franja al sur —que es la zona del arroyo Melgar— destacan los sedimentos cuaternarios con suelos típicamente indiferenciados.
El relieve se ve interrumpido por algún cerro individual, que desciende suavemente de este (860 m) a oeste (570 m) sobre la plataforma estructural de la Mesa de Ocaña, situada entre amplias llanuras de La Mancha y valle del Tajo, con un páramo coronado por calizas lacustres de Mioceno Superior, una delgada capa superficial de arcilla con cantos y margas grises con yesos del vindovoniense en las laderas.
- Carbonato de calcio (CaCO3): 88,5 %
- Óxido de aluminio (Al2O3): 2 %
- Hierro: 6 %
- Sílice (SiO2): 8 %
- Óxido de azufre (VI) (SO3)
- Yeso (CaSO4 2H2O): 99 %

En la zona hay canteras compuestas de 13 m de caliza, y zonas diferenciadas con hasta 20 m de profundidad en donde hay margas y yeso.

### Hidrografía
Es la típica del clima mesomediterráneo, con sus características de escasez e irregularidad en las precipitaciones, que dan lugar a pequeños arroyos de poca relevancia que vierten sus aguas a la cuenca del Tajo. Los arroyos Melgar y Veguilla actualmente solo llevan agua cuando hay abundantes precipitaciones.
- Arroyo Melgar: significa alfalfa silvestre, continuación del arroyo Cedrón. Se origina en el término de La Guardia, atravesando Yepes por el sur, para desembocar en el Tajo.
- Arroyo de La Veguilla: se origina en el barranco de La Veguilla, atraviesa Yepes por el sur, dando origen al valle que discurre paralelo al municipio y desemboca en el Melgar. Es utilizado para regadío de las tierras colindantes.
- Manantial de la Fuente del Baño: tiene aguas medicinales.
- Fuente de Valderretamoso: manantial subterráneo que ve la luz en dicha fuente de origen musulmán.
- Barrancos con dirección S.O.: Valdepozuelo, Valdelobos y Valcarrizal.
- Barrancos con dirección N.O.: La Gallega, de Gonzalo y del Gredero.

### Clima
La zona de Yepes se puede incluir dentro del piso bioclimático llamado mesomediterráneo que se caracteriza por tener una temperatura media anual entre 17 °C y 13 °C. Las temperaturas medias mínimas del mes más frío entre 5 °C y -1 °C, temperaturas medias máximas del mes más frío entre 13 °C y -8 °C. Los meses extremos con heladas son diciembre y enero. Los veranos son muy calurosos y secos, con medias mensuales de 26 °C en julio y agosto.
Según la clasificación de Köppen se trata de un clima templado mediterráneo de veranos cálidos e inviernos suaves.[cita requerida]
Las precipitaciones proceden habitualmente de borrascas del océano Atlántico, muy atenuadas debido a las cadenas montañosas que bordean la meseta y al anticiclón de las Azores, por lo que es una de las zonas más secas de la península.
Según el mapa de isoyetas, Yepes estaría emplazado en la zona manchega, y atendiendo al "Ombroclima" de Rivas Martínez pertenece al tipo seco con precipitaciones de 350 mm a 600 mm predominando a finales de otoño y en primavera; a mediados de invierno son poco frecuentes y rara vez en forma de nieve. Hay heladas en invierno e incluso a finales de otoño-principios de primavera, debido a un fenómeno de inversión térmica, ligado a situaciones anticiclónicas invernales. Son numerosos también los bancos de niebla durante el invierno.

## Naturaleza

### Flora
La vegetación de este territorio está condicionada por una serie de factores; unos de índole natural, como son el clima seco, suelo y relieve de yeso y caliza, y otros de tipo humano-cultural, desfavorecido por la acción antropozógena. Esta zona pertenece a la provincia botánica denominada luso-extremadurense.
En la vegetación potencial, correspondiente al piso mesomediterráneo, dominan formaciones esclerófilas boscosas, bosques caducifolios, y los sabinares típicos de los páramos.
- Carrizo
- Hinojo
- Manzanilla
- Retama
- Coscoja
- Morera
- Vid
- Tomillo
- Zarza común
- Espliego
- Acacia falsa
- Taray
- Esparto
- Encina
- Olivo
- Margarita
- Chopo negro
- Espiga menor
- Romero
- Ortiga menor
- Pino piñonero
- Cardo
- Esparraguera
- Almendro
- Seta de olivo
- Oronoja verde
- Seta de chopo
- Seta de cardo

### Fauna
- Paloma torcaz
- Alcotán
- Tórtola común
- Jilguero
- Culebra de escalera
- Abubilla
- Murciélago común
- Lagartija ibérica
- Perdiz roja
- Zorzal charlo
- Salamanquesa común
- Urraca
- Conejo
- Liebre común
- Grajilla
- Codorniz
- Autillo
- Golondrina
- Lechuza común
- Abejaruco común
- Zorro
- Lagarto

## Historia

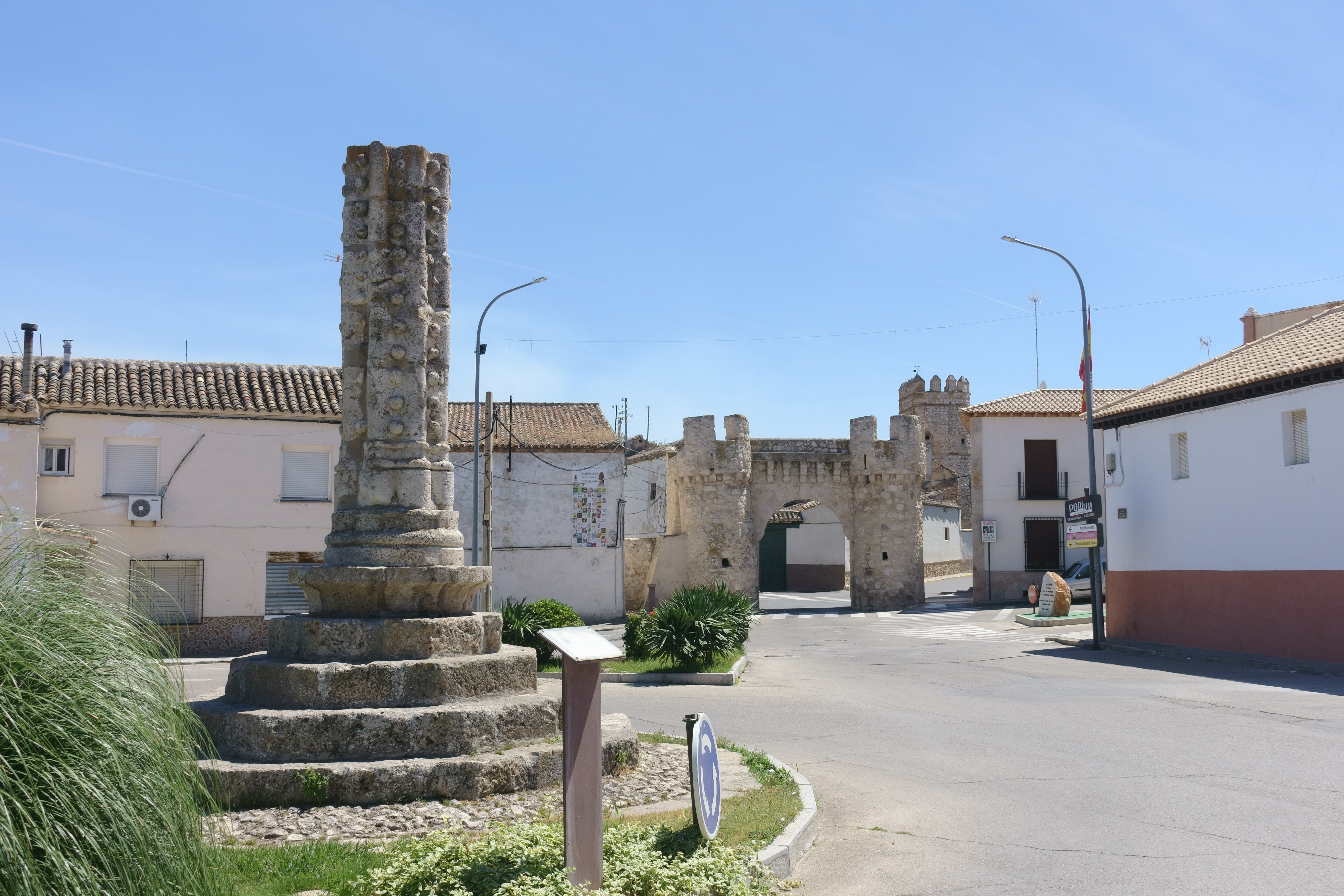
Rollo de justicia y puerta de Ocaña

Catalogada como conjunto histórico-artístico,[cita requerida] la villa de Yepes tiene la primera presencia humana documentada en un poblado celtibérico fundado hacia el 600 a. C.
La antigua Hippo o Hippona de los carpetanos, en época romana, donde los celtíberos derrotaron a las tropas de los romanos Quintio y Calpurnio,[cita requerida] toma su nombre actual bajo la dominación musulmana de la península, cuando los cristianos que vivían bajo territorio musulmán la llamaron Hepes, que daría Hiepes, Iepes, Yepes. Este Hepes es un topónimo mozárabe.
En 1145, bajo el reinado de Alfonso VII, se cede a «San Nicolás Yepes y su castillo» el título de concejo. En 1212 se cita apareciendo como una pequeña aldea. Un año después, en 1213, el rey Alfonso VIII da al arzobispo toledano Rodrigo Jiménez de Rada el mortuorio de las aldeas de Hepes y Fontes y, en 1223, da fuero de población a Yepes. Aparece con frecuencia nombrado en documentos mozárabes del siglo XIII. En 1215 se parten los términos de Iepes y Ocaña. El documento es importante, porque se concede la zona montañosa o desértica, llamada Xara, a Yepes frente a las pretensiones de Ocaña que no pudieron demostrar documentalmente sus derechos.
Yepes fue siempre, por privilegio real, gobernada por el Estado Llano, y en su concejo los hidalgos no tuvieron parte, constituyendo esto una excepción. En 1517, Fernando Colón habla de este pueblo en su Cosmografía. Con licencia del papa Gregorio XIII, el rey Felipe II vende en 1576 la villa de Yepes a su ayuntamiento.
Su pujanza socioeconómica durante los siglos XVI y XVII hará que reciba el apelativo de Toledillo. De Yepes dependían varias aldeas, algunas de ellas desaparecidas en la actualidad: Villasequilla, Cabañas de Yepes, Pela, Cabeza, Cinco Yugos y Fontes.
Entre sus muros se falsificó la bula papal que permitió el matrimonio entre los Reyes Católicos;[cita requerida] y son naturales de la villa o están vinculados a ella importantes figuras de las artes y la literatura: Juan de Yepes Álvarez, más conocido como san Juan de la Cruz, Fray Diego de Yepes (confesor de Felipe II, Felipe III y santa Teresa de Jesús), Luis Tristán (discípulo del Greco), o Calderón de la Barca, a quien esta villa encargó en 1637 el auto sacramental El mágico prodigioso, para representar la obra el día del Corpus Christi.

### Santa Reliquia
En torno a 1380 el sacerdote Mosén Tomás regía la pequeña localidad de Cimballa, dentro del obispado de Tarazona en el Reino de Aragón. Celebrando este misa y hecha la consagración del pan y del vino, dudó si realmente Cristo estaba presente en la hostia bendecida; al punto comenzó a brotar sangre de ella, manchando la blancura del corporal y quedando intacta la forma.
Llegado el hecho a oídos del rey de Aragón Martín I el Humano pidió que le fuese entregado este Santo Misterio para venerarlo en la capilla del Palacio de la Aljafería y librarlo del peligro que corría por las continuas guerras entre Aragón y Castilla. El rey, con anterioridad a su muerte acaecida el 31 de mayo de 1410, hizo donación del Santo Corporal al Monasterio de Nuestra Señora la Real de Piedra de la Orden del Císter, no lejos de Cimballa, para su veneración y custodia.
En el año 1600 era obispo de Tarazona Diego de Yepes, jerónimo, natural de Yepes. Con ocasión de una visita pastoral el 13 de octubre de 1600 al mencionado monasterio de Piedra, le fue presentado el Santo Misterio y solicitó y obtuvo del padre prior un trocito del Santo Corporal que se llevó consigo a su palacio de Tarazona, haciendo también donación del mismo a su pueblo natal, Yepes, el 29 de julio de 1601 y llegando a la villa el 5 de junio del año siguiente.
Desaparecida la Santa Reliquia de la Sangre de Cristo durante la guerra civil española (1936-1939), el entonces obispo de Tarazona concedió a la villa de Yepes un nuevo trocito del Santo Misterio de Cimballa, que haría su entrada solemne en la villa el 26 de junio de 1940, celebrándose solemnes cultos oficiados por el obispo auxiliar Modrego, de la diócesis de Toledo, juntamente con el párroco José Rivadeneira.

### Edad Contemporánea
A mediados del siglo XIX, el lugar contaba con una población censada de 2870 habitantes. La localidad aparece descrita en el decimosexto volumen del Diccionario geográfico-estadístico-histórico de España y sus posesiones de Ultramar de Pascual Madoz de la siguiente manera:

YEPES: v. con ayunt. en la prov. y dióc. de Toledo (6 leguas), part. jud. de Ocaña (2), aud. terr. de Madrid (9), c. g. de Castilla la Nueva. sit. en la parte O. de la llanura llamada mesa de Ocaña; es de clima templado; reinan los vientos E. y S., y se padecen histéricos, reumas y perlesias. Tiene 585 casas y 247 cuevas de habitacion; casa de ayunt.; cárcel; escuela dotada con 2,200 rs. de los fondos públicos, á la que asisten 149 niños; otra de niñas con 1,460 rs., en la que se educan 136; igl. parr. (San Benito) con curato de térm., de provision ordinaria; el edificio es magnifico, quizá el mejor de su clase en la prov., por su estructura, localidad y distribución interior, y por las escelentes pinturas que encierra; un monast. de monjas carmelitas descalzas y otro de bernardas, ocupados por las religiosas; otros 2 conv. de frailes dominicos y franciscos, suprimidos; una igl. del hospital de San Nicolás, del que es patrono el ayunt.; otra del hospital de la Concepcion, del que lo es D. Luis Chaves, y en los afueras la ermita de San Sebastian que sirve de cementerio. Se surte de aguas potables en 3 fuentes á las inmediaciones, abundantes y de buena calidad. Confina el térm. por N. con el de Ciruelos ó Villarreal; E. Cabañas de Yepes y Ocaña; S. Huerta de Valdecarabanos, y O. Villasequilla, estendiéndosc una leg. próximamente, y comprende gran plantio de viñas y olivares, los desp. de Cinco-yugos, Pela y Cabeza y San Nicolás de Yepes, y buenas tierras de labor. El terreno es de escelente calidad en lo llano, estéril en las pequeñas cord. que llaman los quemados, y todo sin riego. Los caminos vecinales, cruzando de O. á E. el de Ocaña á Cuenca. El correo se recibe en la cab. del part. por balijero tres veces á la semana. prod.: vino blanco muy famoso, aceite, trigo, centeno y cebada; se mantiene ganado lanar y mular de labor, y se cria caza menuda. ind. y comercio: arrieria y tráfico de sus famosos vinos. pobl.: 822 vec., 2,870 alm. cap. prod.: 2.791,536 rs. imp.: 81,533. contr.: segun el cálculo oficial de la prov., 74'48 por 100. presupuesto municipal: 24,173, del que se pagan 4,000 al secretario, y se cubre con los ingresos de propios.
Redúcese á esta pobl. la ant. Hippo de los carpetanos en que se dio la célebre batalla que refiere Livio haber ganado los celtiberos á los pretores romanos C. Calpurnio y L. Quintio, á quienes hicieron 5,000 muertos; mas para perder otra poco después, salvándose solo como unos 5,000 de ellos. Vénse aun en esta v. restos de su antigüedad romana.
Es patria de Fr. Diego de Yepes, gerónimo, prior del Escorial, confesor de Felipe II; murió en 1613 á los 84 años de edad, dejando varias obras apreciables. El benito Fr. Antonio de Yepes, célebre cronista, fue contemporáneo del anterior.
(Madoz, 1850, pp. 432-433)

## Demografía
Cuenta con una población de 5541 habitantes (INE 2024).

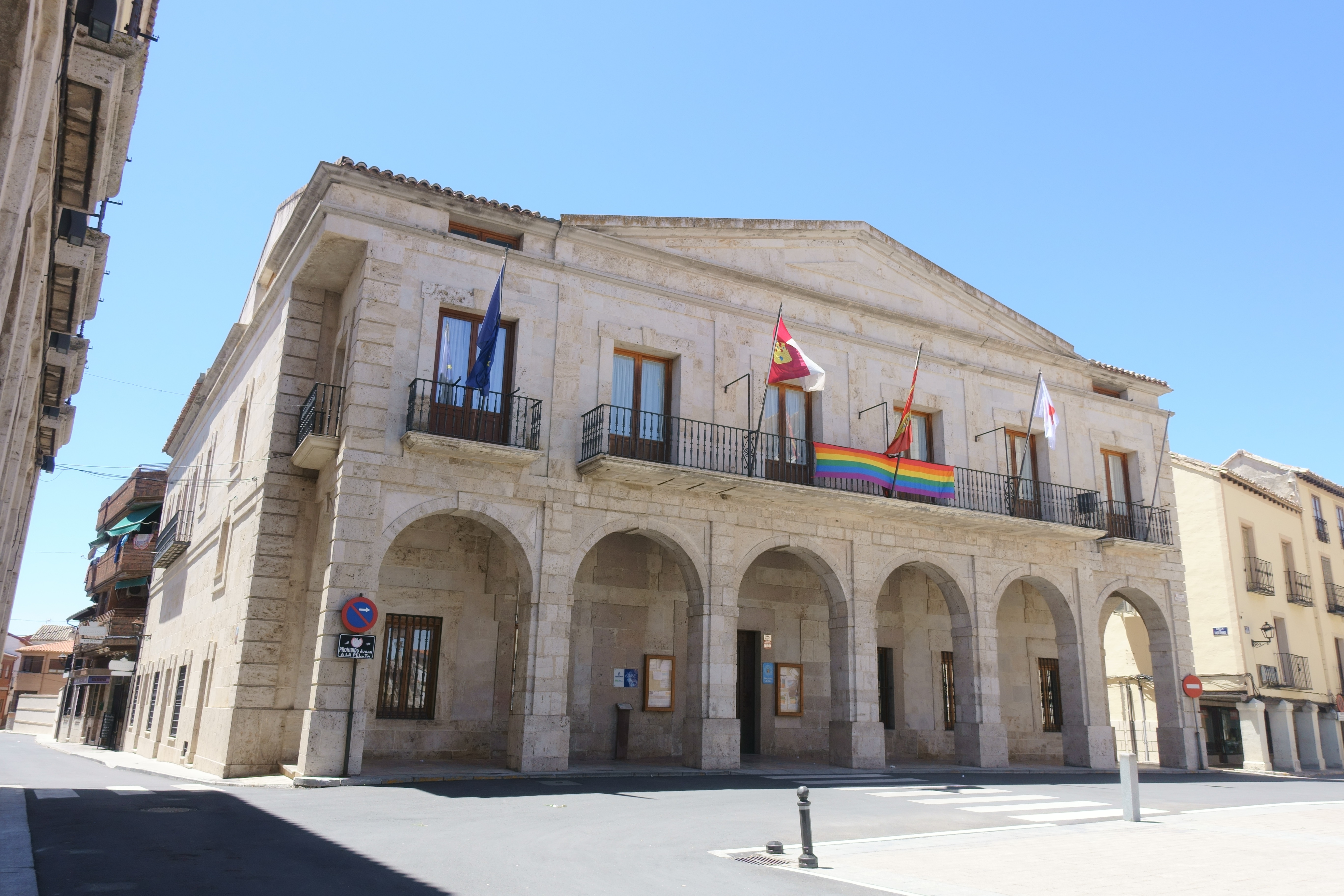
Casa consistorial

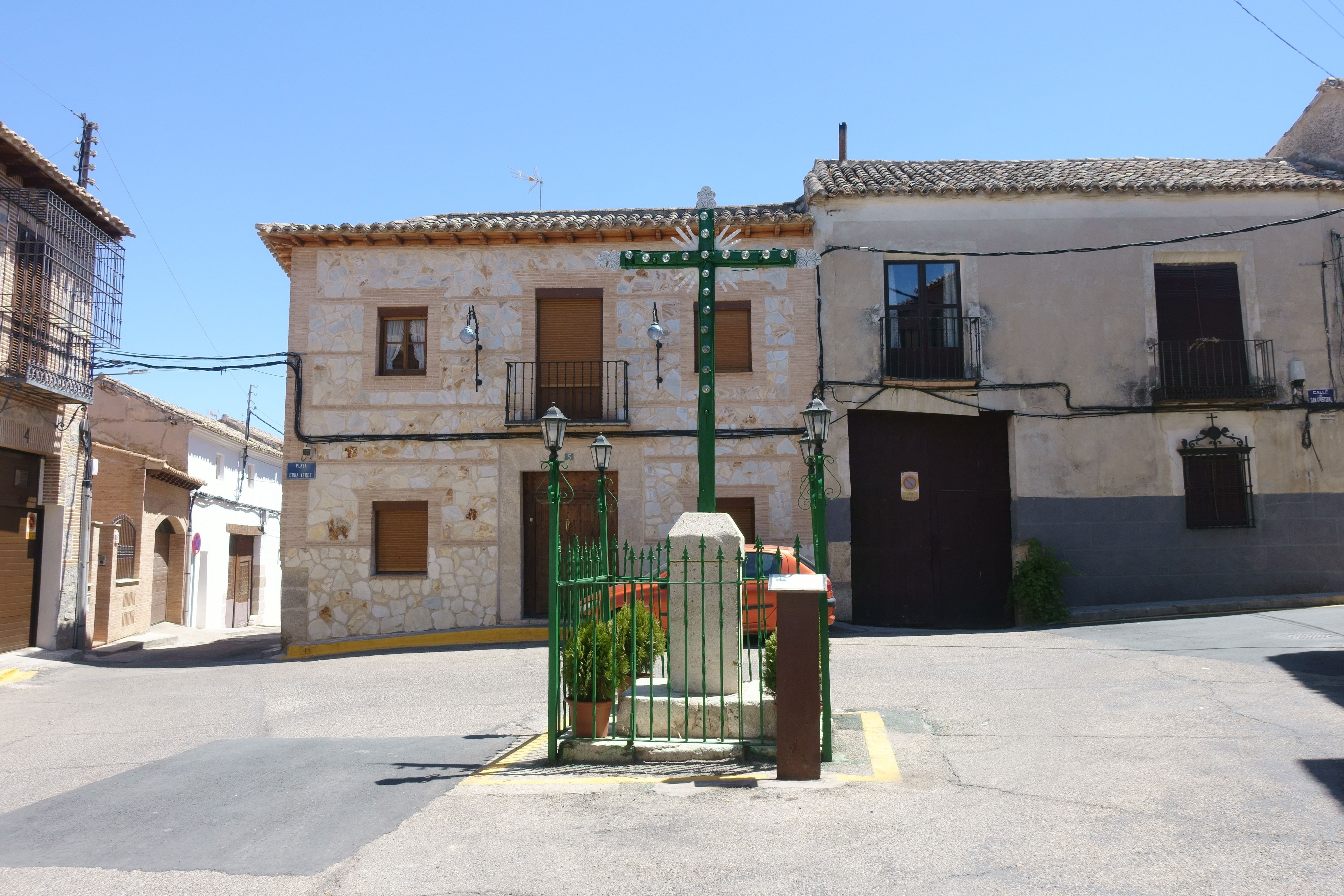
Plaza de la Cruz Verde

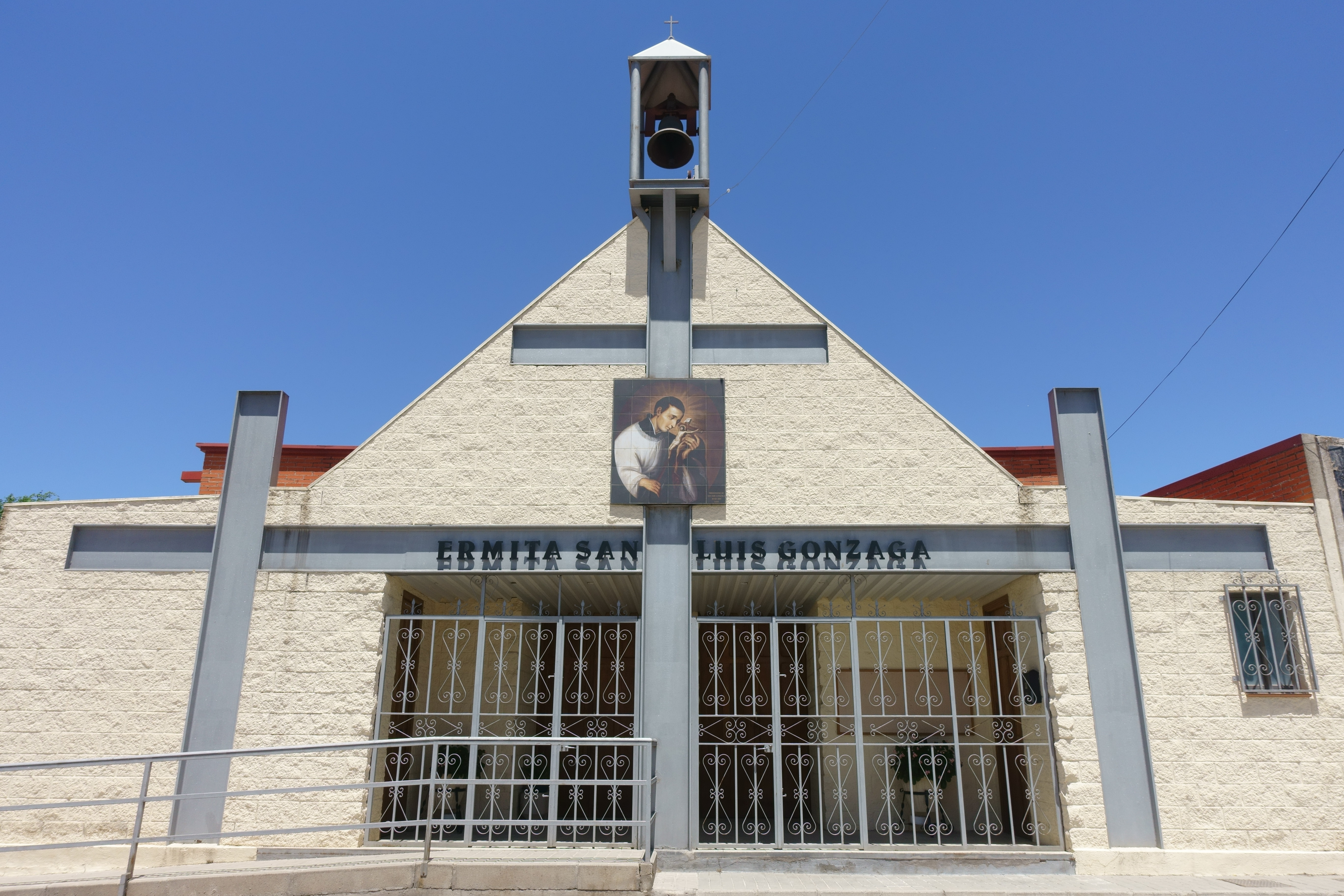
Ermita de San Luis Gonzaga

| Gráfica de evolución demográfica de Yepes entre 1842 y 2021                                                           |
| |
| Población de derecho según los censos de población del INE. Población de hecho según los censos de población del INE. |

## Comunicaciones
A unos 11 km de Yepes transcurren la autovía A-4, la autopista R-4 y la carretera nacional N-400. Por la misma villa discurren las carreteras autonómicas CM-4005 (a Mora y Madrid), CM-4014 (a Ocaña), CM-4004 (a la comarca de La Sagra y Toledo). Está previsto que la autovía A-40 (Ávila-Toledo-Cuenca-Teruel) pase por los aledaños del municipio cuando continúe su construcción.
Dista de Madrid 63 km, de Toledo 39 km, de Aranjuez 14 km, de Ocaña 11 km y de Huerta de Valdecarábanos 5 km.

## Economía

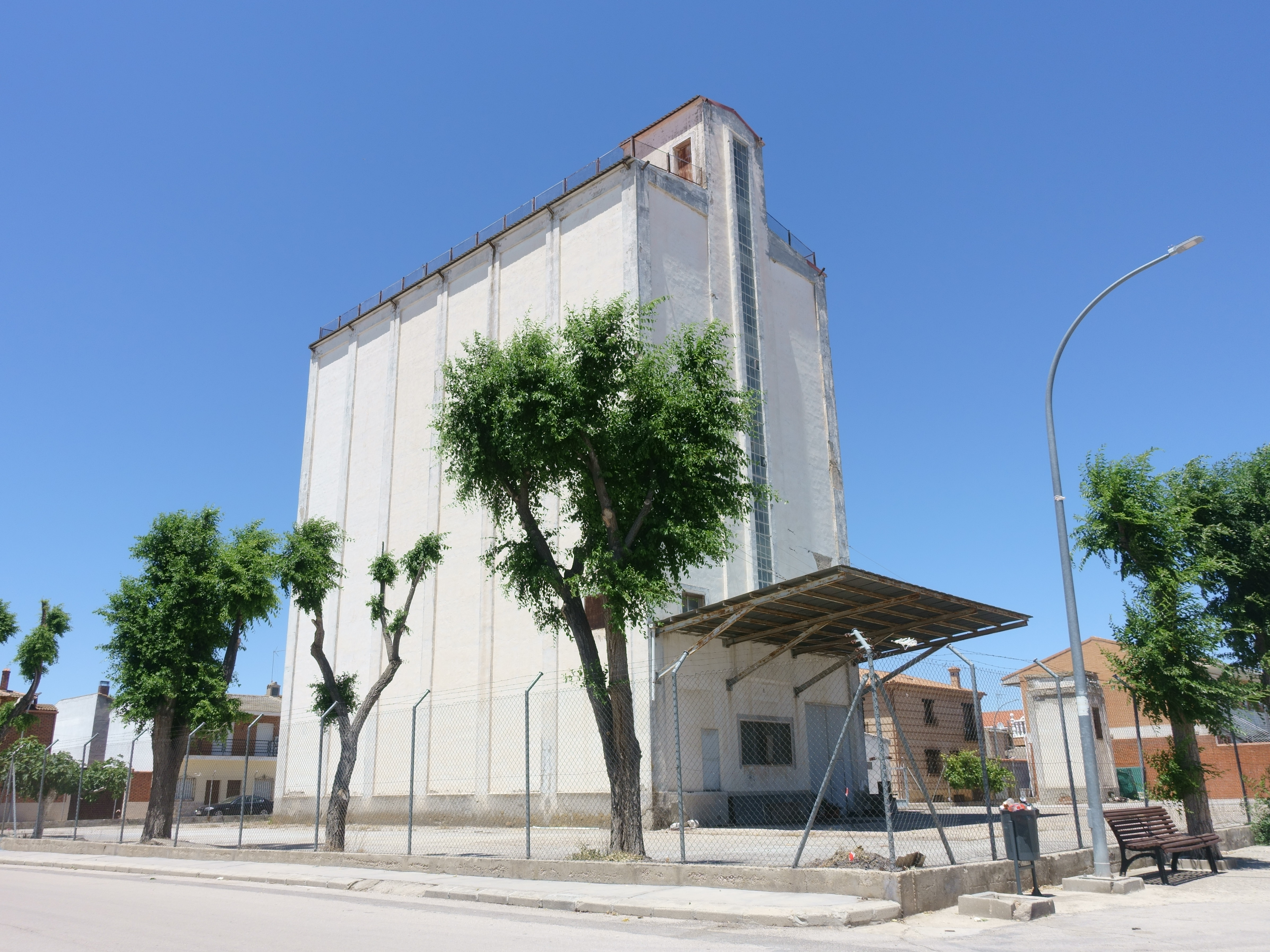
Antiguo silo de cereales

La economía de Yepes está basada en el sector secundario referente a la construcción e industria manufacturada, en la que destaca una fábrica de cemento, canteras de yeso y caliza, y elaboración de anisados y licores. El sector primario se centra en la agricultura (vid, olivo y cereal) desarrollada a través de bodegas y almazaras. En el sector terciario se cuenta con comercios que realizan distintas actividades y servicios.
El polígono industrial yepesino se llama «El Lomo de Toledo».

## Símbolos
Escudo
En el siglo XVIII, una Real Orden de Carlos III concedía a la villa de Yepes poder ostentar en todos sus documentos su escudo, el cual contiene una custodia sostenida en las garras de un león rampante sobre campo rojo, adornado por su corona acompañado por el laurel y la palma. La "Recopilación" de Diego Urbina —regidor de Madrid, y rey de armas— asienta en que el oro representa, de las virtudes, la justicia, benignidad, y clemencia, y, de las calidades mundanas, la nobleza, caballería, generosidad, soberanía, pureza y "gravedad".

- El león, frecuentado en Armería así en España como en toda Europa, por símbolo de los grandes héroes, y fuertes capitanes, en señal de valor majestuoso, de ánimo generosamente guerrero, y noblemente soberano, y por eso, propia y singular Insignia del Español Imperio, que representa Nobleza, ardimiento, hecho esforzado y gallardo.

- La custodia que tiene el León en las garras, es símbolo de la fe con que los naturales de la mencionada villa de Yepes han defendido siempre los elevados y Sagrados Misterios que encierra, dispuestos siempre para ello hasta perder sus vidas, honras y haciendas.

- El color rojo del campo del escudo simboliza las virtudes y la caridad, y de las calidades mundanas la valentía, nobleza, magnanimidad, valor, atrevimiento, victoria, ardid, honor, furor y vencimiento con sangre.

Adorna el escudo la corona real en señal de la jurisdicción civil, y criminal, alta y baja, mero, mixto imperio que Yepes posee como pública la fama que sale por detrás de dicha corona.

Hay divergencias sobre los elementos que componen el escudo de la villa de Yepes, en el que se inspiran las familias que llevan ese mismo nombre:
- El códice Confirmación de los privilegios y exenciones de la villa de Yepes, que contiene la documentación sobre el paso de la villa al poder de Felipe II, lo representa bajo la efigie real con un león rampante sosteniendo un castillo sobre campo azul, enriquecido con otros elementos secundarios. El códice se conserva en el Archivo del Ayuntamiento de Yepes.
- Posteriormente se introducen algunas modificaciones —campo rojo y león sosteniendo el estrellón de una custodia—, como consta en el documento con que Carlos III confirma oficialmente el escudo. En el escudo modificado, el mismo documento justifica los varios elementos: el león simboliza el valor y el heroísmo; la custodia, la fe y devoción eucarística en la historia de Yepes; el color rojo, la caridad y otras virtudes humanas y bélicas de sus habitantes. También este documento, que lleva el título Confirmación de Armas de la villa de Yepes, se conserva en el archivo municipal.
- Espíritu eucarístico y escudo de Yepes quedaron fundidos en la monumental custodia regalada por Paulino Bernardo Herrero a la villa. Fue saqueada durante la guerra civil de 1936. Sólo se ha conservado de ella la parte central, que reproduce la temática misma del escudo: el león rampante que sostiene la custodia. Actualmente se conserva en el museo parroquial de Yepes.

## Patrimonio

### Plaza Mayor

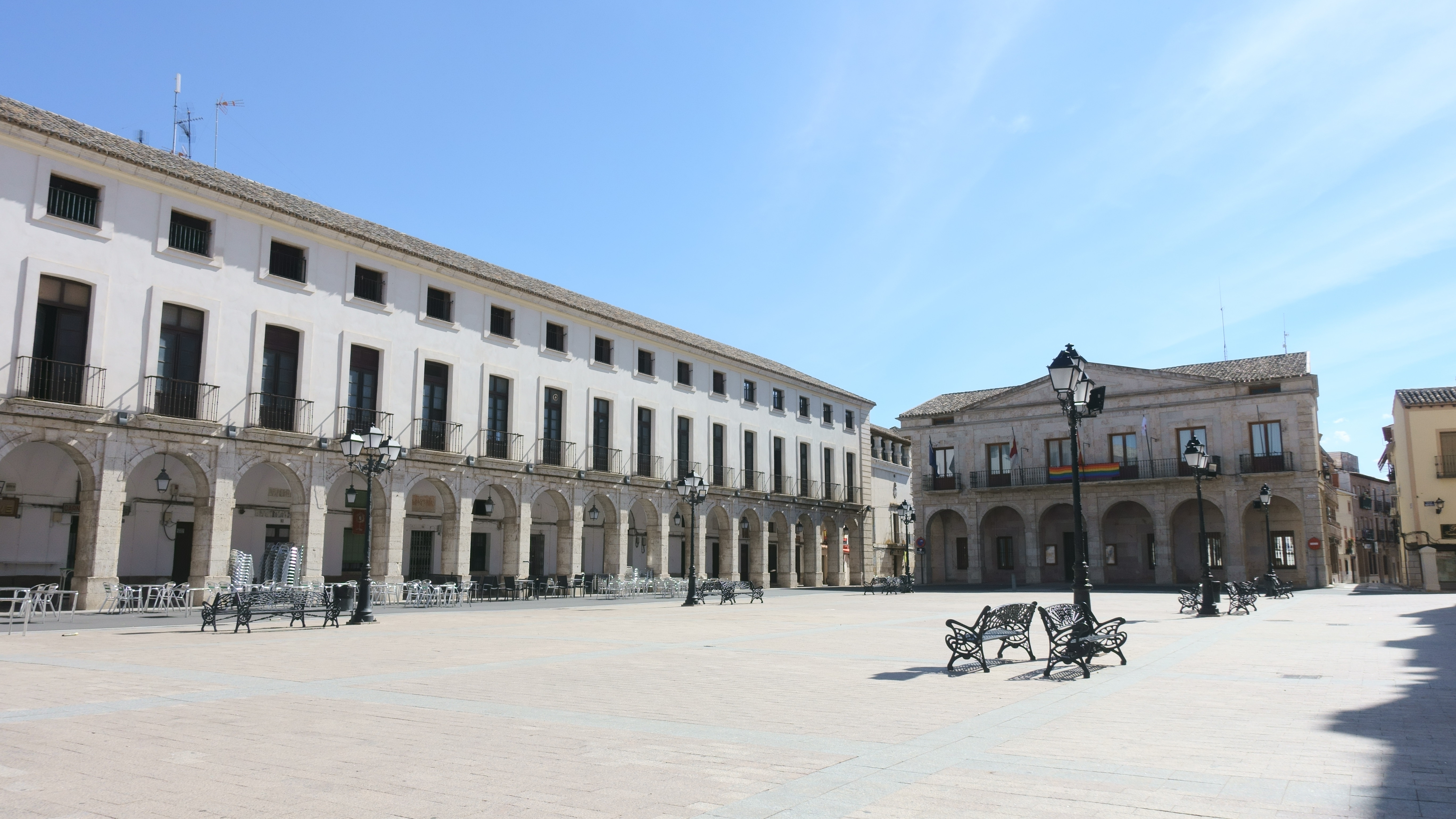
Plaza Mayor

En sus orígenes fue una plaza gótica de planta triangular, formada por la Colegiata de San Benito y el Palacio Arzobispal en sus lados, y edificio administrativo en la base. En el siglo XVI servía como lugar de espectáculos. Su planta rectangular actual resulta de la reforma del Palacio Arzobispal en el siglo XVIII.

### Colegiata de San Benito Abad

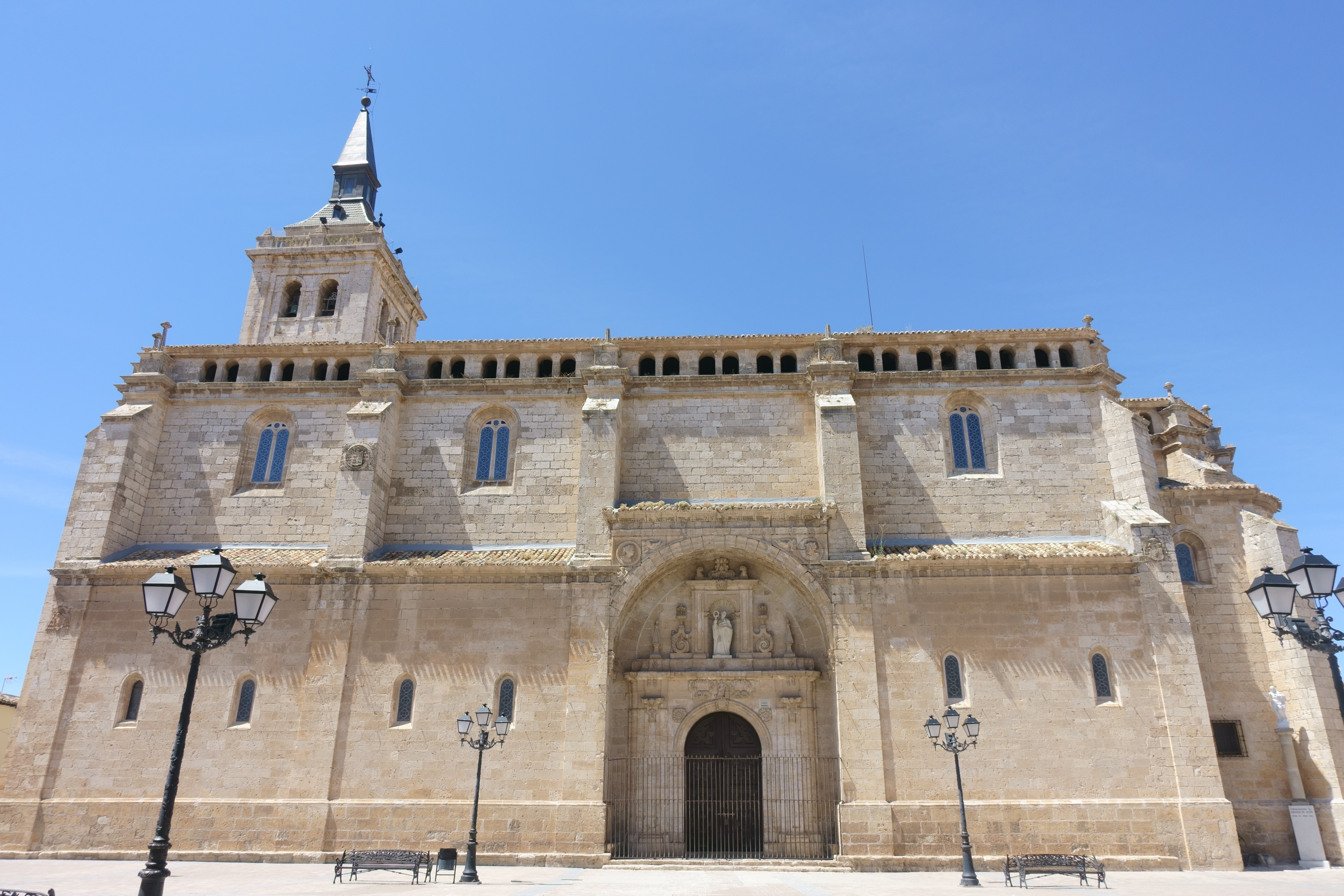
Colegiata de San Benito Abad

Fue trazada por Alonso de Covarrubias (maestro de obras de la catedral de Toledo) entre 1534 y 1570. Es un edificio de piedra blanca del gótico final y principios del Renacimiento que consta de tres naves, más dos series de capillas laterales a los pies de una esbelta torre en tres cuerpos de setenta metros de altura. Está decorada con pilastras dóricas, elementos renacentistas y el escudo del cardenal Tavera.
Cuenta además con dos pórticos: el de la Asunción y el dedicado al patrón de la villa, san Benito Abad, con un relieve del castigo de santa Bárbara. En el interior produce una gran impresión la altitud y elevación notable de sus columnas y bóvedas de crucería. Las capillas laterales están cerradas por verjas platerescas, que constituyen junto con las de la catedral de Toledo el conjunto de rejería más importante de la provincia, elaborado buena parte de este conjunto en Yepes. Un buen ejemplo de este conjunto lo constituye la reja de la capilla privada de Alonso González de Luna, linde de la del Canónigo Gines de Soto, que se concierta el 13 de febrero de 1613 por Sebastián Collado y Fuenleal de Luna y el rejero Francisco Gaitán, ambos vecinos de Yepes. En este caso la hechura de la forja debía ser cuadrada y torsa del mismo grueso que la de la capilla de san Lucas, pagándose al rejero sesenta maravedíes por cada libra de peso más la hechura a tasación.
El 9 de febrero de 1613, el cura Pedro de Casarrubios, su mayordomo Antonio del Águila y el diputado Antonio de Chaves, redactan el contrato para dotar y estofar el retablo del altar mayor con el parecer de Juan Bautista Monegro, por entonces maestro mayor de obras de la catedral de Toledo. Se acuerda encargar la obra a Gaspar de Cerezo (dorador) y a Juan de Portillo, bajo la supervisión del escultor Pedro de León, que había ejecutado la obra de talla hacía catorce años. El precio que se acordó ascendía a mil ducados. El retablo mayor presenta el mejor trabajo de Luis Tristán, discípulo aventajado del Greco, con lienzos fechados y firmados en 1616, y formado por seis escenas de la vida de Jesús y ocho medias figuras de santos. En la guerra civil española se destruyeron las esculturas de santos del retablo, que se perdieron, pero los lienzos desgarrados pudieron repararse en el Museo del Prado, y se devolvieron en 1942. En este museo pueden contemplarse de esta obra Santa Mónica y Santa Magdalena, que quedaron allí como pago.
Destaca, además, la capilla del siglo XVIII, barroca, dedicada al Santísimo Cristo de la Vera Cruz.
Es de interés el pequeño museo de orfebrería de los siglos XV al XIX, la custodia con el escudo municipal, lienzos de Luis Carvajal y talla barroca de San Francisco de Asís procedente de uno de los conventos existentes en la villa hoy desaparecido.

### Muralla

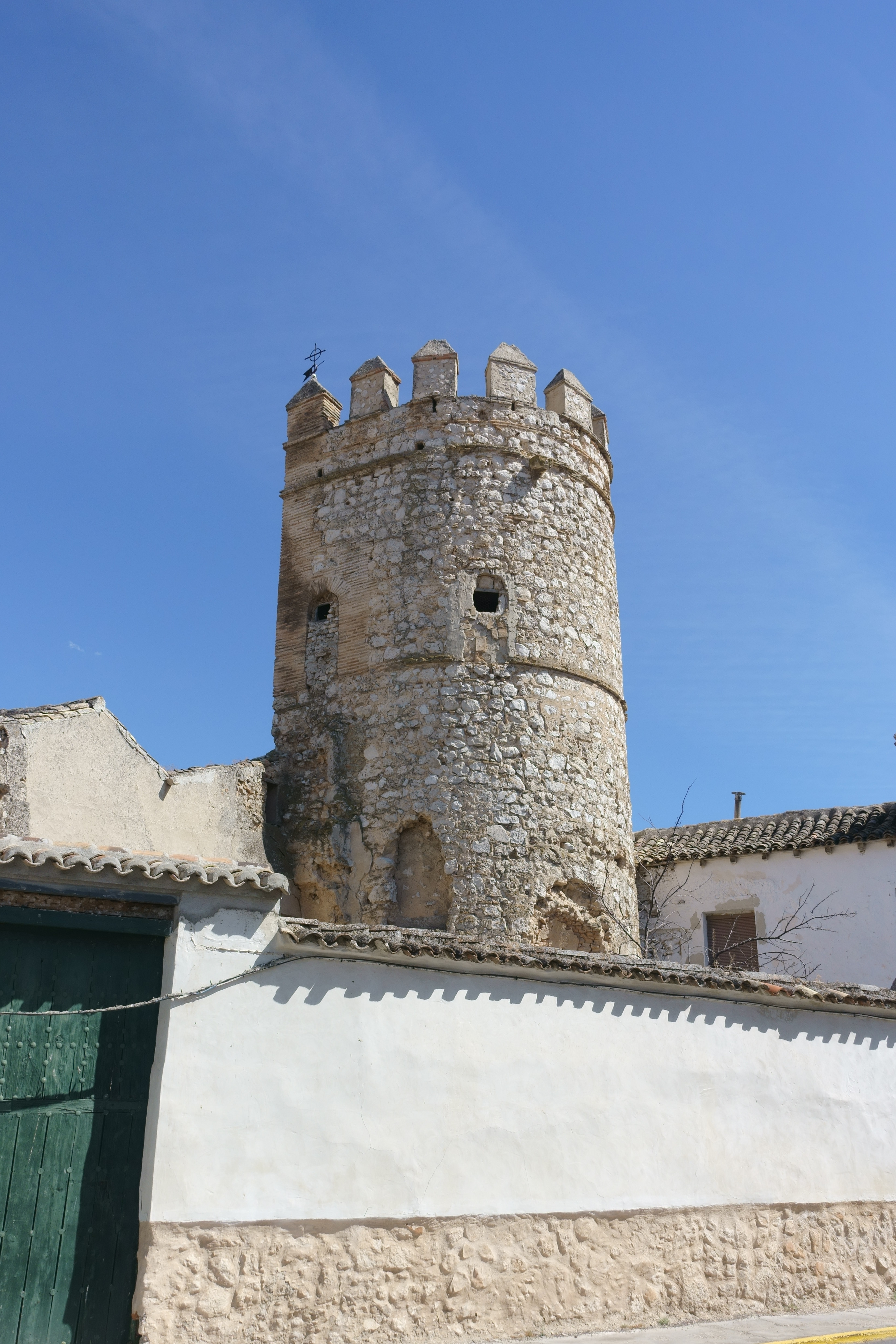
Torre Norte

Se conservan restos de los dos recintos amurallados que tuvo la villa en época medieval. El primero cerraba la alquería judía que más tarde se extenderá y formará el actual casco antiguo de la villa, en el que convivían judíos, cristianos y musulmanes. De este primer recinto podemos apreciar tres torreones medievales, de base: uno semicircular, y cuadrada los otros dos, uno de ellos coronado con una cúpula de media esfera.
Ya en el siglo XIV se crea la estructura urbana definitiva y se levanta el segundo recinto amurallado que estaba compuesto de cinco puertas, ordenadas a continuación por orden de construcción: puerta de Ocaña, con una hornacina de madera con una talla de San Cristóbal; puerta de Madrid, que porta un cuadro de San Miguel y es el punto más alto del recinto; puerta de Toledo, situada al lado del convento de San José y San Ildefonso y que tiene un altar a la Virgen del Carmen; Puerta Nueva, conocida como «de la lechuguina» porque mira hacia las huertas del valle; y la Puerta del Hondón, la única desaparecida en la actualidad, miraba hacia el valle y a finales del siglo XIX existen testimonios de que todavía seguía en pie.

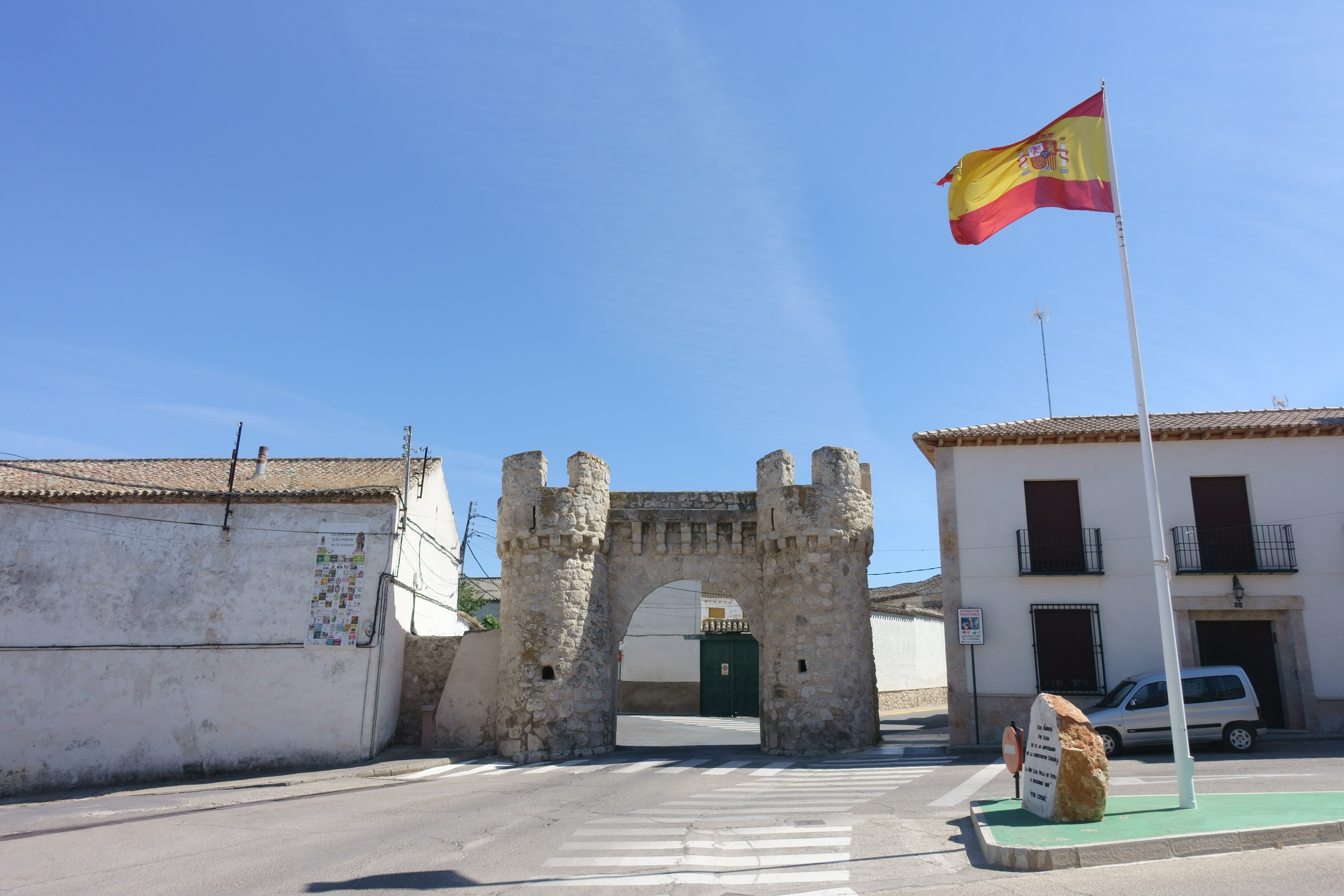
Puerta de Ocaña y monumento a la Constitución
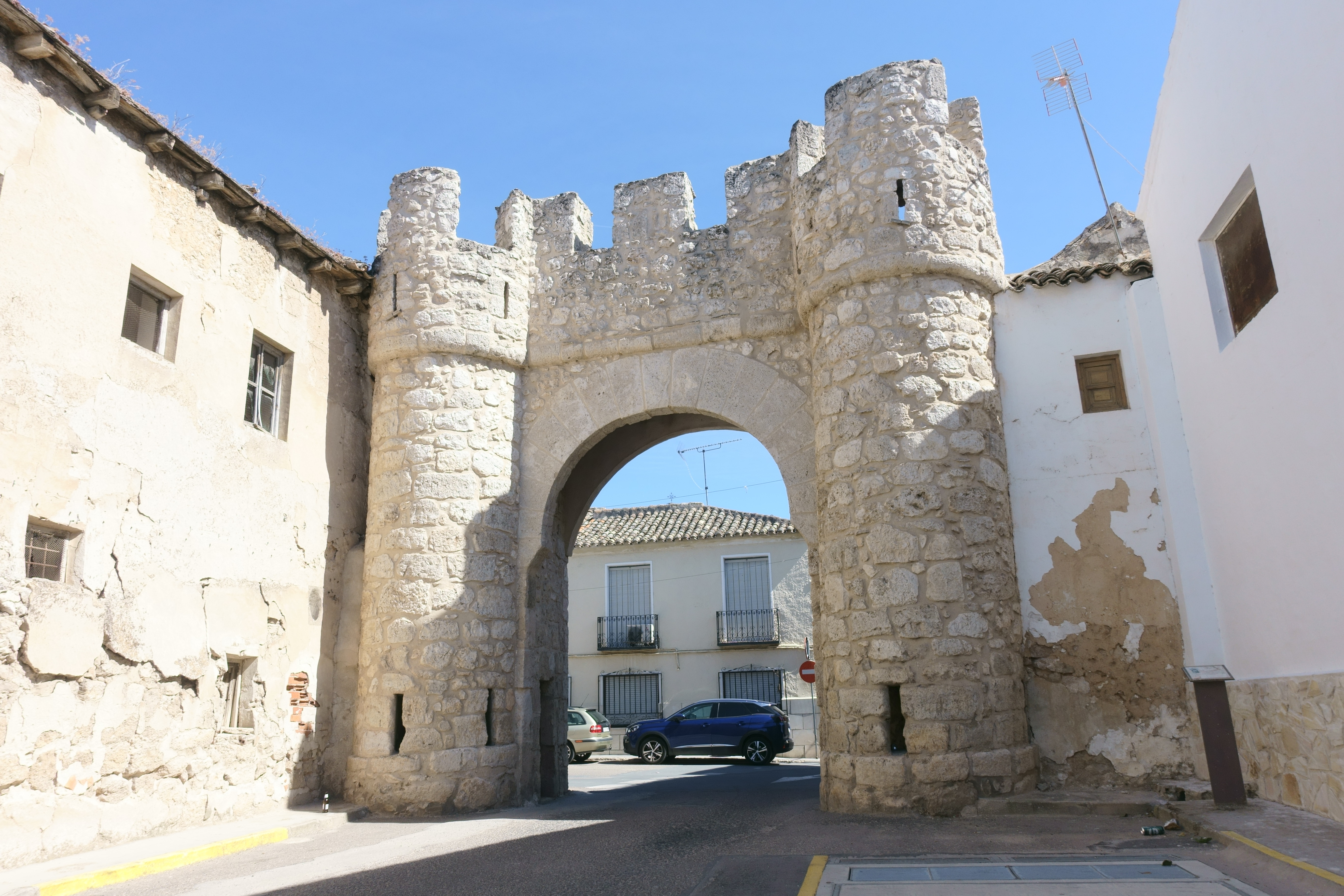
Puerta de Madrid
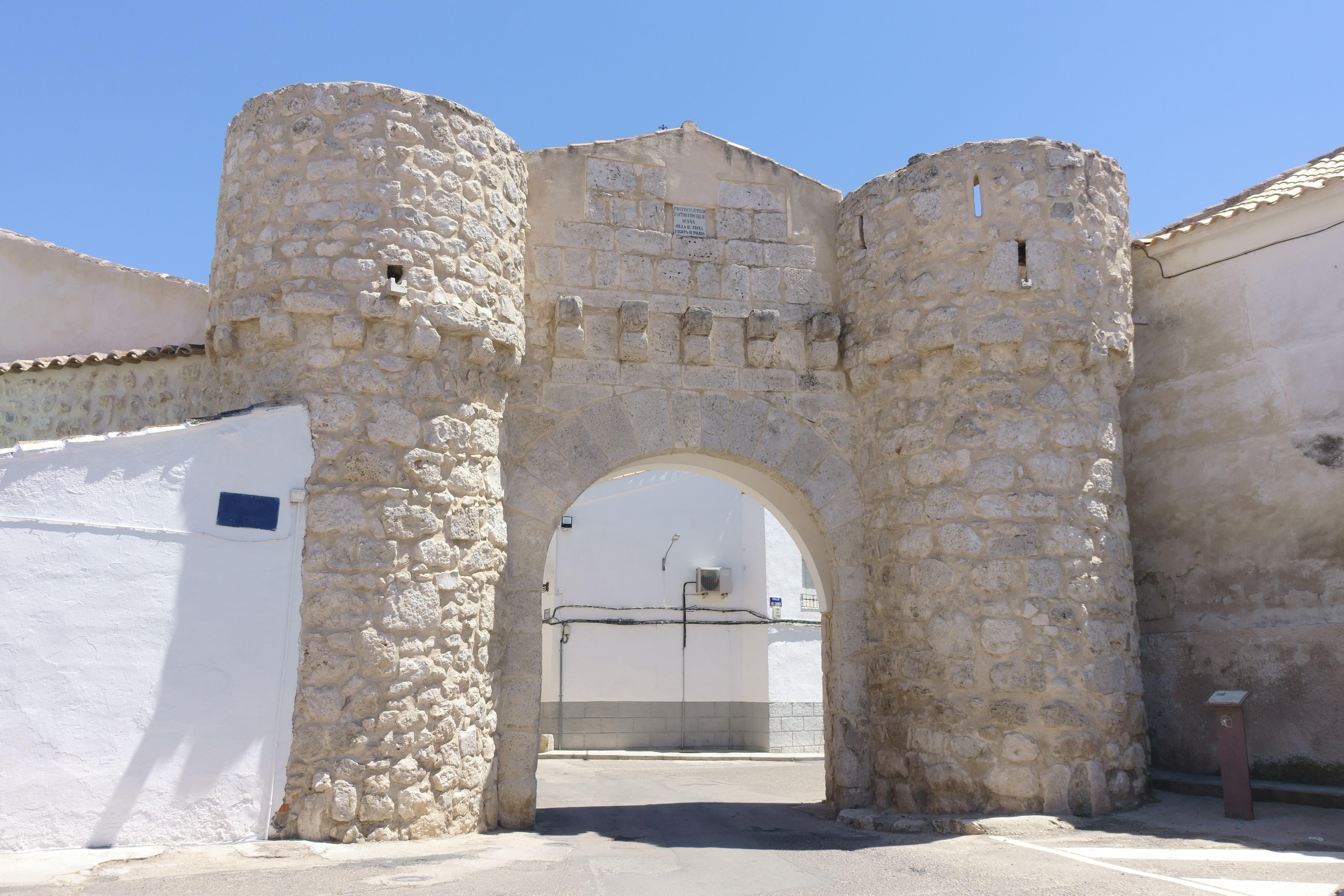
Puerta de Toledo
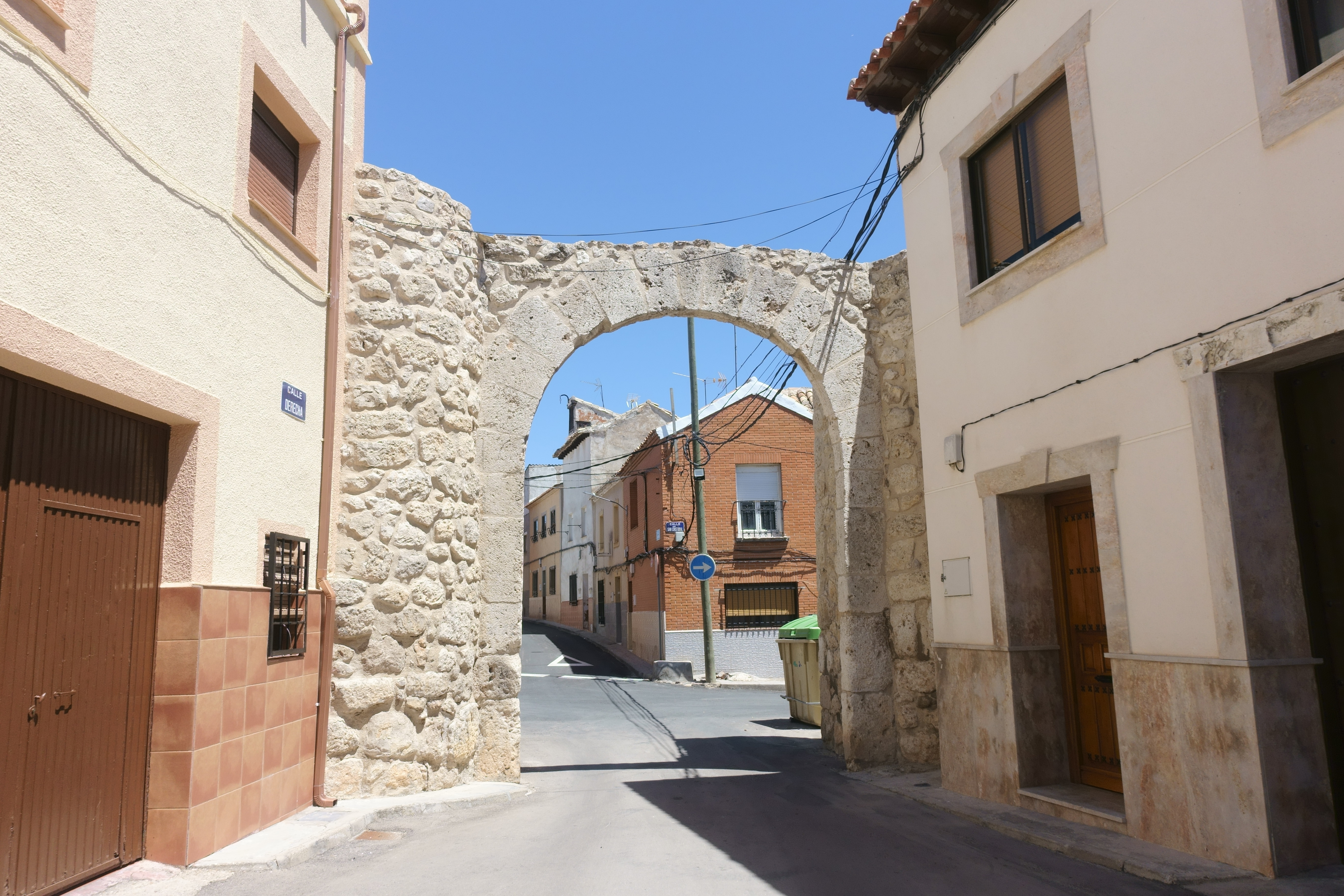
Puerta Nueva

### Palacio Arzobispal

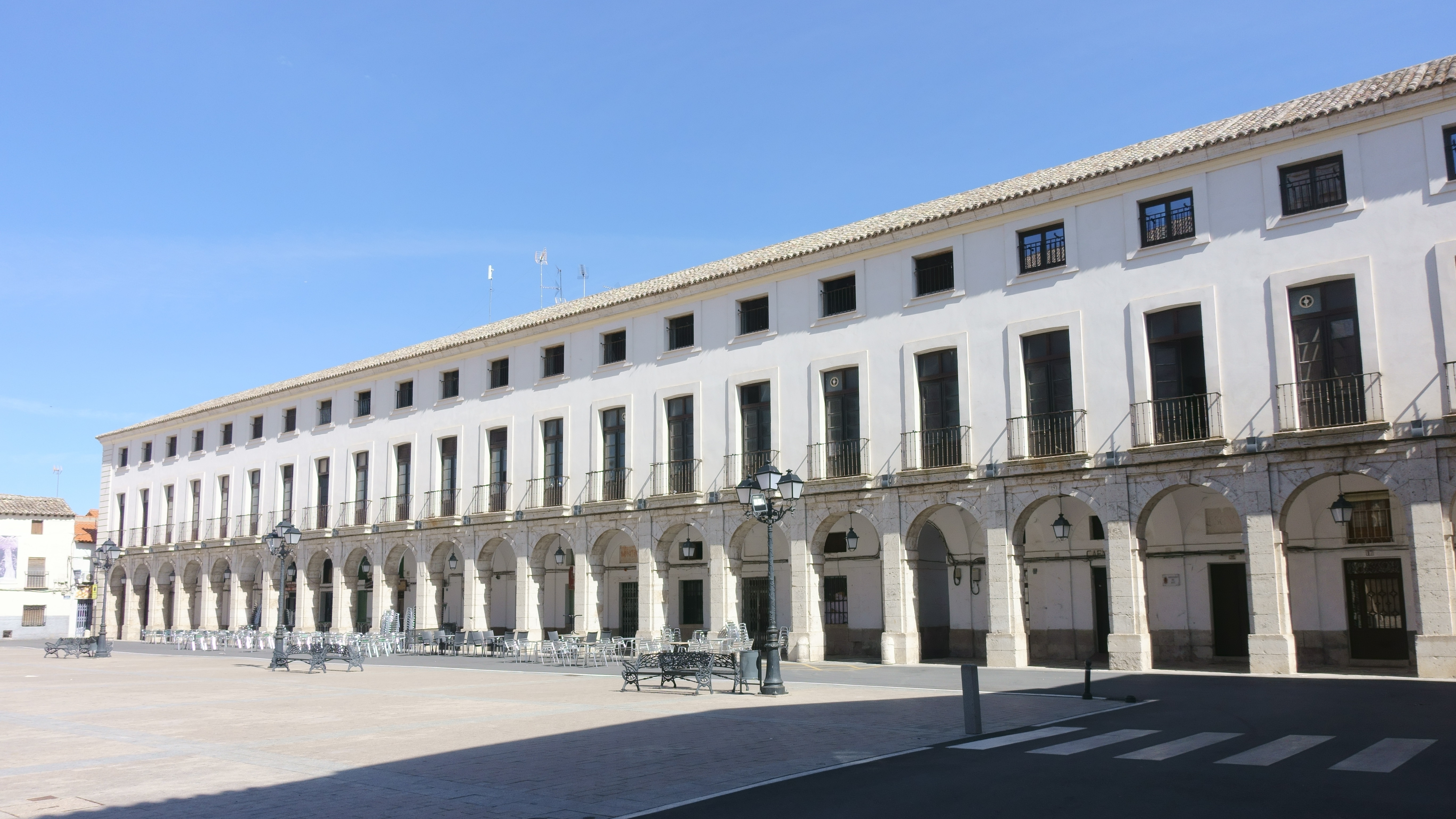
Palacio arzobispal

Edificio situado en la Plaza Mayor, fue el antiguo palacio del arzobispo toledano Alfonso Carrillo de Acuña. En él fue donde este arzobispo falsificó la bula papal que permitió el matrimonio entre los Reyes Católicos: Isabel I de Castilla y Fernando II de Aragón.[cita requerida] En el siglo XVIII se reformó para crear diecinueve viviendas para vecinos de las cuevas y un matadero, trazando un edificio con amplios balcones y áticos abuhardillados que son soportados por arcos neoclásicos, para lo que se contrató a Juan de Villanueva.

### Conventos y monasterios

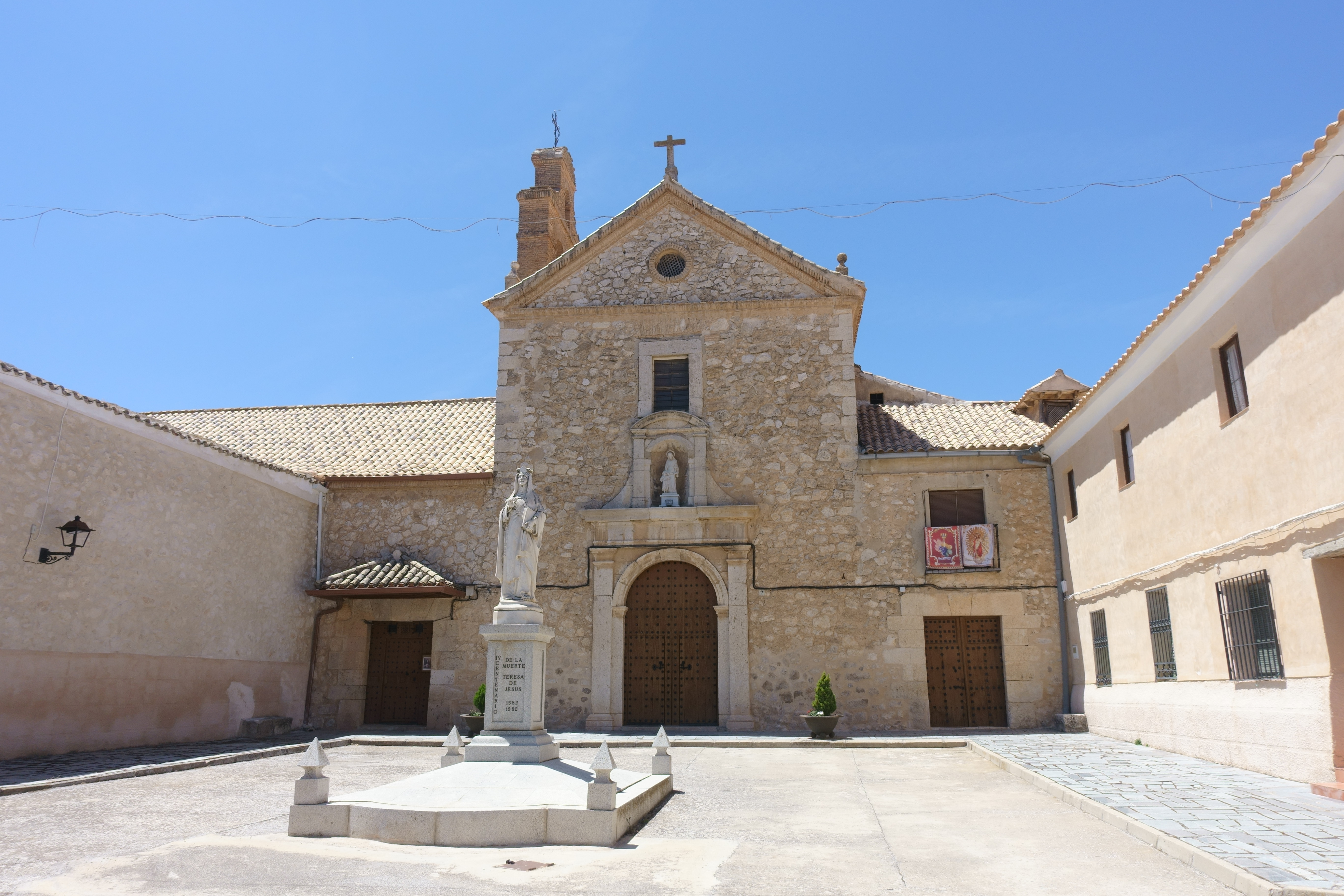
Convento de San José y San Ildefonso

La villa encerraba entre sus calles cuatro conventos y un monasterio:
Convento de San José y San Ildefonso de la orden de las Carmelitas Descalzas
Del siglo XVII y estilo barroco, diseñado por el arquitecto fray Alberto de la Madre de Dios. Presenta una iglesia que contiene lienzos y tesoros de gran valor artístico (único conservado íntegro). El 24 de septiembre de 1603 se firman las capitulaciones de su fundación, llevada a cabo por Catalina del Castillo (noble de la villa). Tiene como reliquia una de las cabezas de las once mil vírgenes.
Convento de las religiosas de San Bernardo
Fundado por Martín Díaz y su mujer Catalina García, en el cual sus hijas hicieron vida retirada, tras la aprobación del Cardenal Fonseca, el cual delegó en Simón Rodríguez que visitara las casas para comprobar que reunían las condiciones de monasterio de clausura. Las monjas sobrevivían con las donaciones, dotes y herencias. La primera abadesa fue María de la Madre de Dios.
Convento de San Antonio de los predicadores de Santo Domingo
En 1580 se firman las capitulaciones de fundación, redactadas por Alonso Arnalte Mendoza y Petronila de Chaves. Su iglesia era reducida y sus celdas pobres, alojando a 6 frailes. Ambos conservan parte de su emplazamiento y estructura pero han pasado a ser propiedad privada tras las desamortizaciones del siglo XIX.
Convento de los franciscanos descalzos
También se le llama de San Gil poseedor, situado en el valle, se fundó el 4 de abril de 1579 y alojaba 14 religiosos y un donado. El monasterio en la actualidad ha desaparecido totalmente, su emplazamiento es de propiedad privada. Solo se puede apreciar pequeños restos de sus muros y acequias.

### Ermitas
Se conservan dos ermitas:
San José

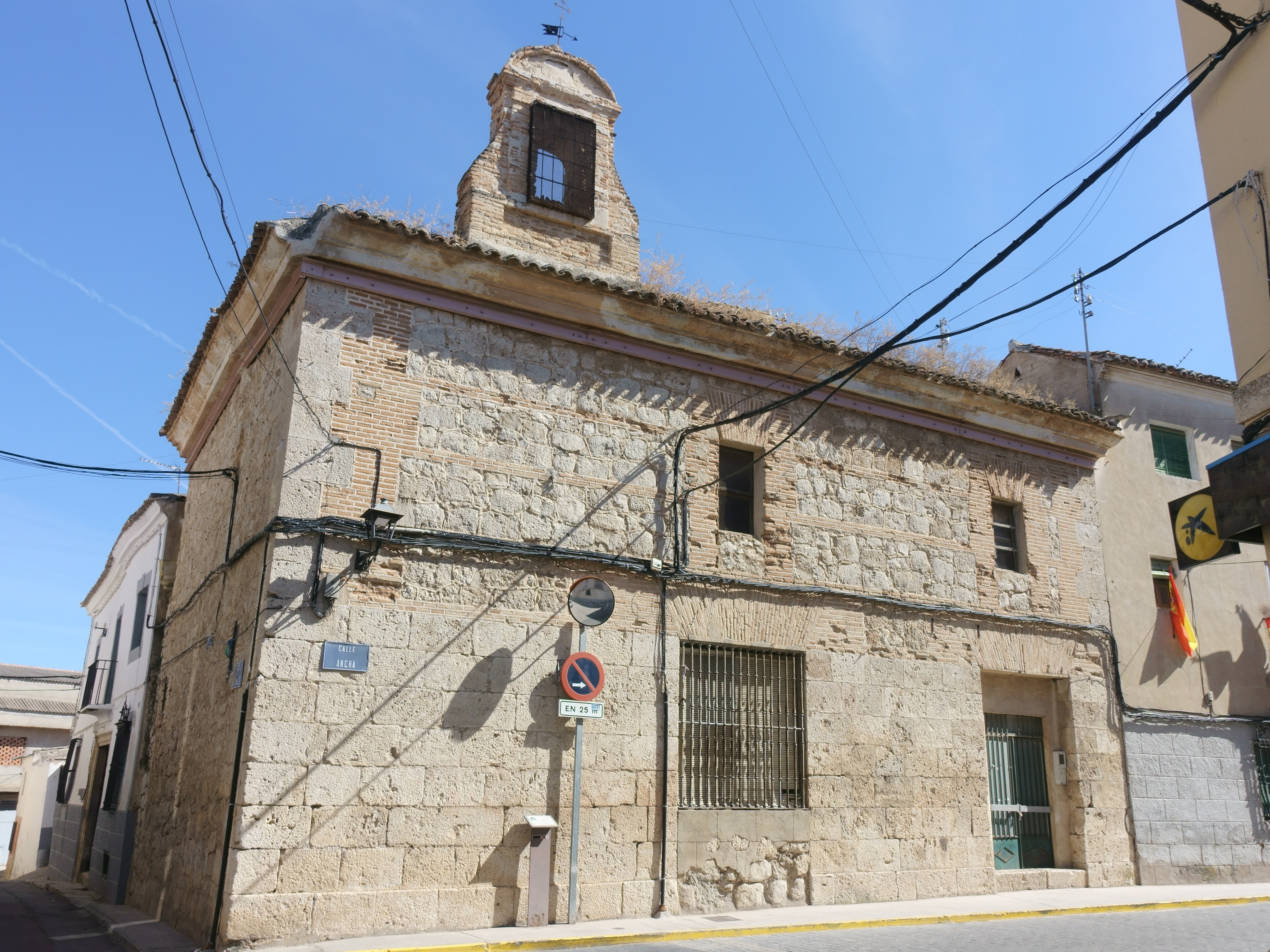
Ermita de San José

Del siglo XVII, con esbelta espadaña que mira a la antigua calle Real, tiene planta rectangular y dos alturas, la primera de sillares y la segunda de mampostería.
San Sebastián

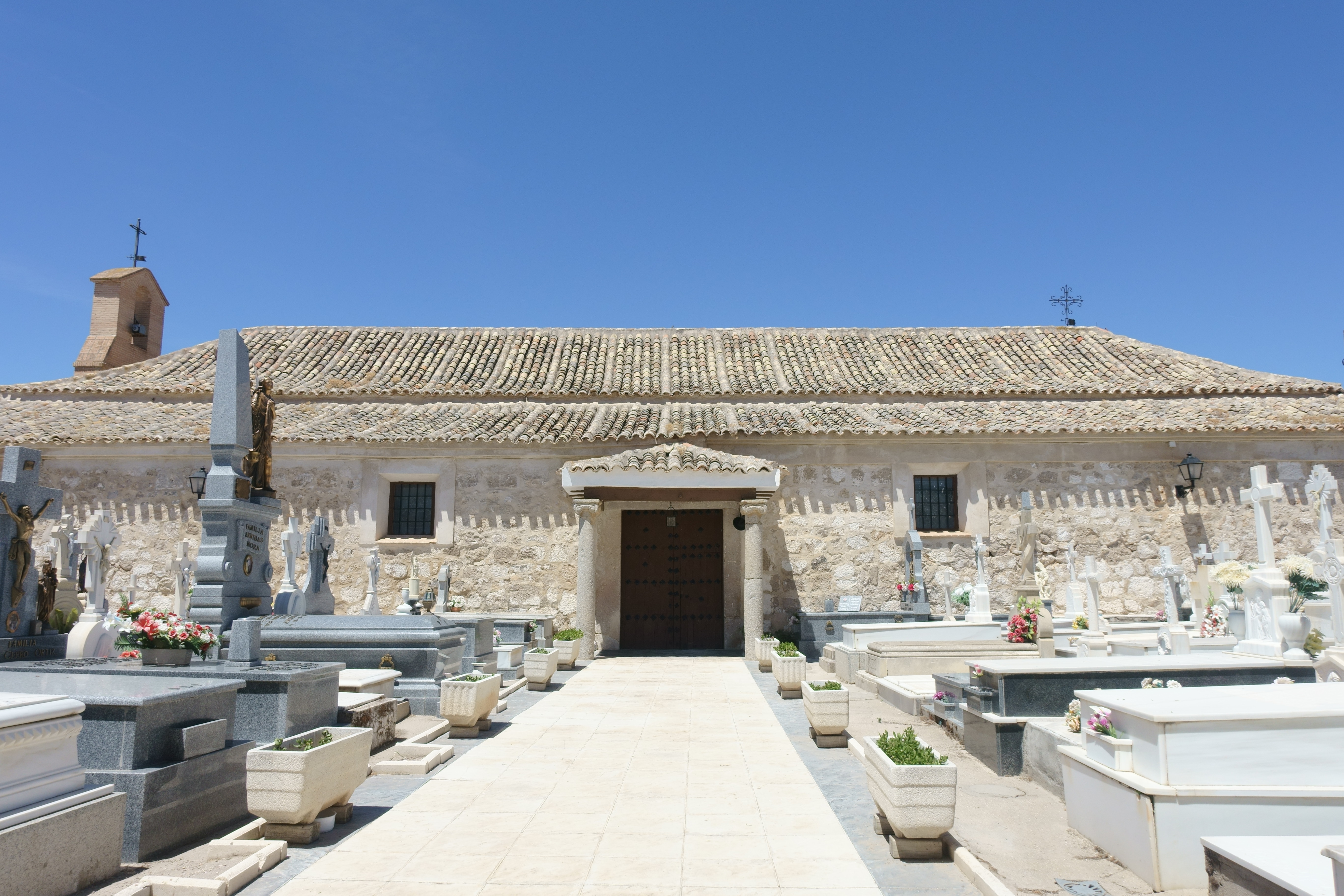
Ermita de San Sebastián

Del siglo XVII, incluida en el recinto del cementerio. De mampostería y sillar en esquina, consta de planta rectangular de tres naves de igual anchura separadas por diez columnas dóricas de piedra sobre alto plinto con una cabecera plana decorada con un arco triunfal de medio punto, tras el cual se abre la capilla mayor y dos pequeñas estancias, una al lado de la Epístola y otra al lado del Evangelio. El acceso se realiza por el hastial de los pies, recibiendo la luz a través de un pequeño vano en el muro de la nave de la Epístola. Se añadieron dos estancias más en el lado del Evangelio al cercarse el recinto circundante como cementerio. El presbiterio de la ermita es posible que estuviera presidido por un lienzo de Luis Tristán conservado hoy en el convento de san José y san Ildefonso que muestra el martirio de san Sebastián.

### Hospitales
En el siglo XVIII, Yepes contaba con tres hospitales:

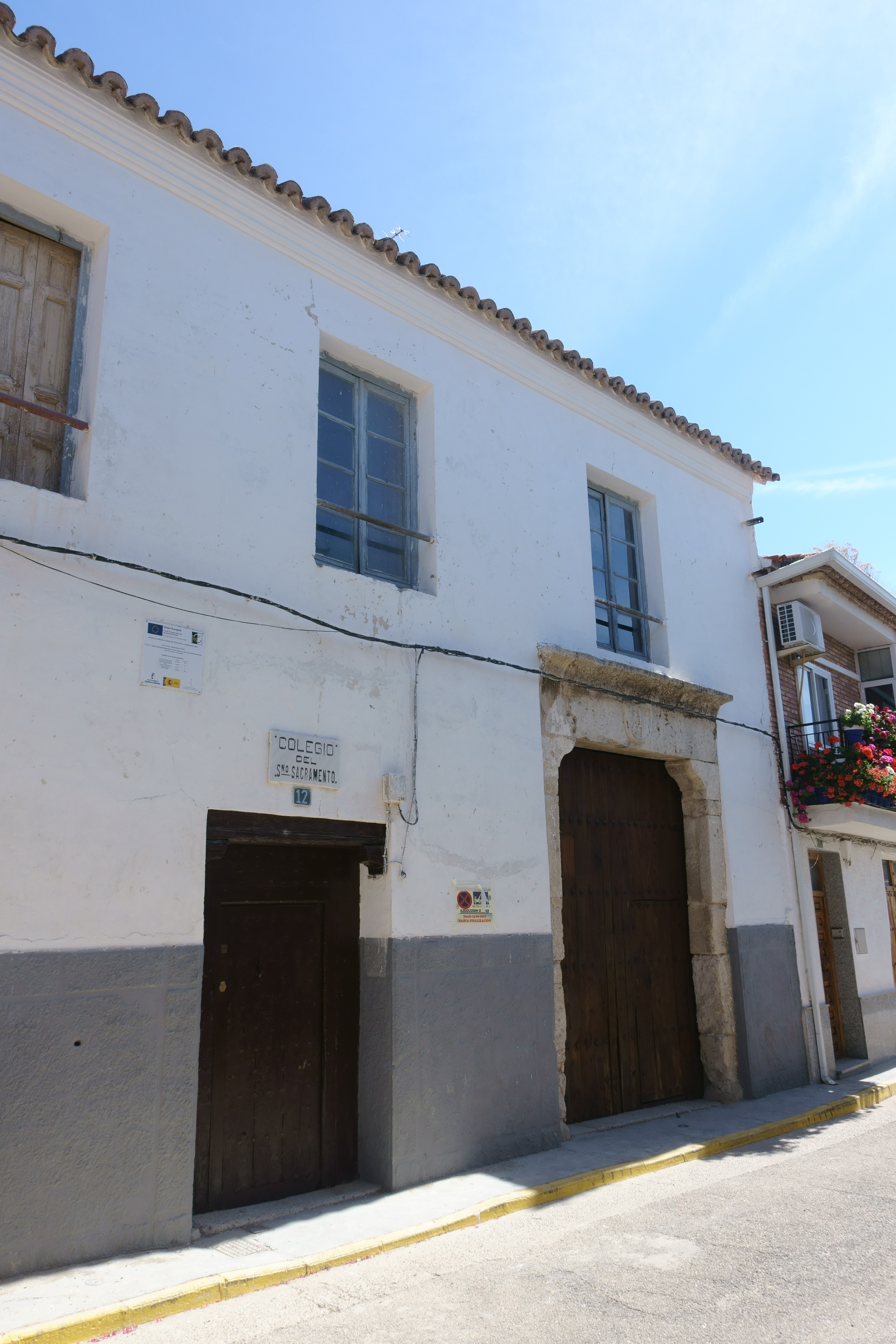
Hospital de San Nicolás
Del siglo XVI, albergaba religiosos que se habían retirado de sus respectivos lugares de culto por razones de enfermedad o vejez. Tiene un patio porticado rodeado por las estancias de alojamiento, además de una iglesia.

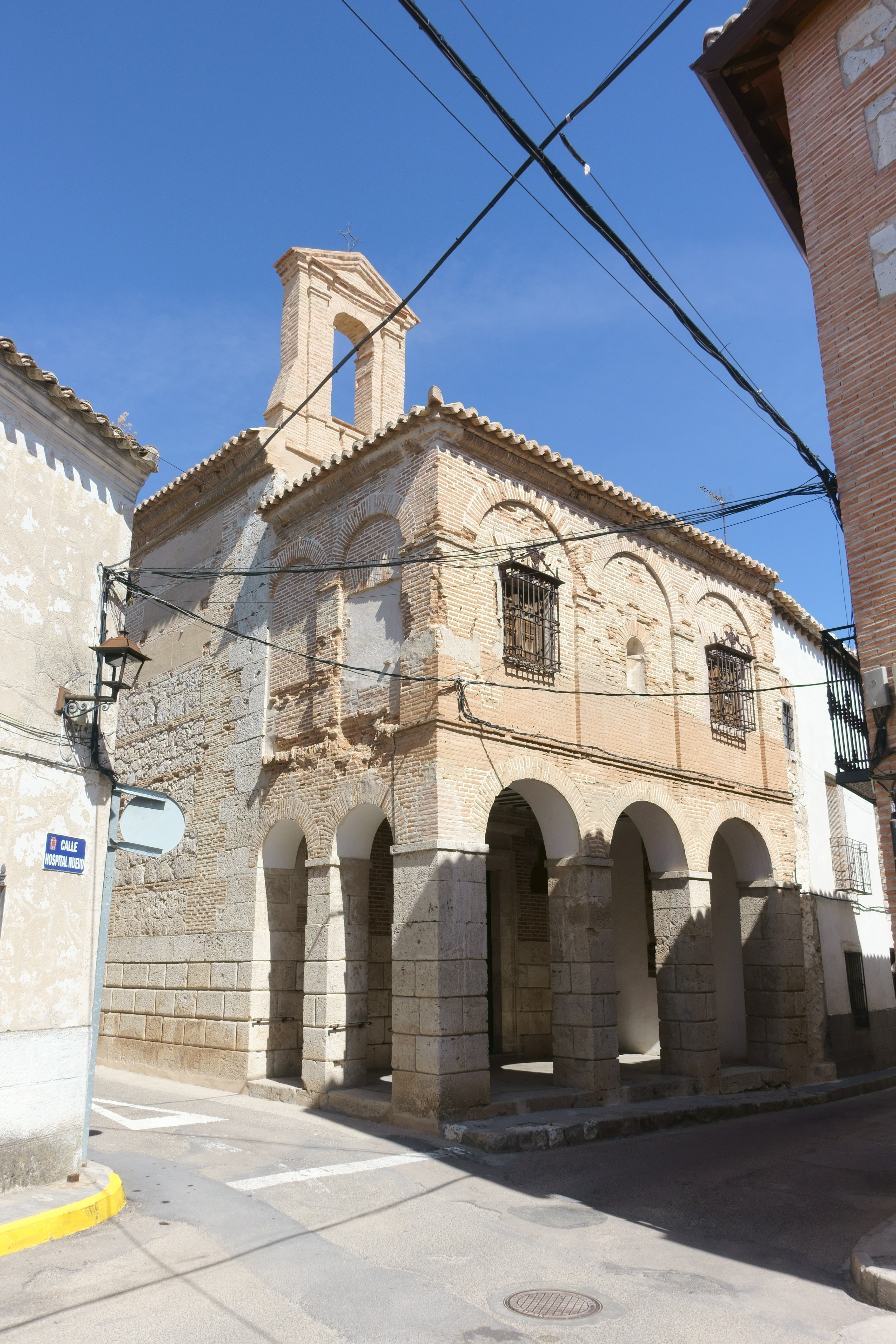
Hospital de la Concepción
Fundado en 1600 por María de Robles Parra, noble de la villa, mandó construir este hospital al maestro Diego Jiménez, para pobres y enfermos viandantes sin enfermedades contagiosas. Dichas estancias hoy son casas solariegas de propiedad privada, del siglo XIX. En la actualidad solo puede visitarse la ermita, en la que destaca la reja del presbítero con el escudo de los fundadores, heráldica que capea en las pechinas de la cúpula de la ermita, decoradas en 1615 por el pintor Alonso Florín. Diego Baltasar de Leiba, también pintor, decoró el friso de la iglesia y la capilla mayor con una inscripción que recorre todo el perímetro de las mismas. Asimismo pinta la reja de la capilla alta y adereza el nicho avenerado que se sitúa en la parte superior del paramento externo de la puerta oeste de acceso al templo. En él residía la orden tercera, que tenía sagrario y cuatro capellanes. Actualmente alberga el Museo de la Concepción, un museo eucarístico municipal y parroquial.
Hospital de San Pedro
Situado a la salida de la Puerta de Toledo, estaba disponible a toda clase de necesitados. El terreno donde se hallaba hoy forma parte de casas particulares.

### Rollo jurisdiccional

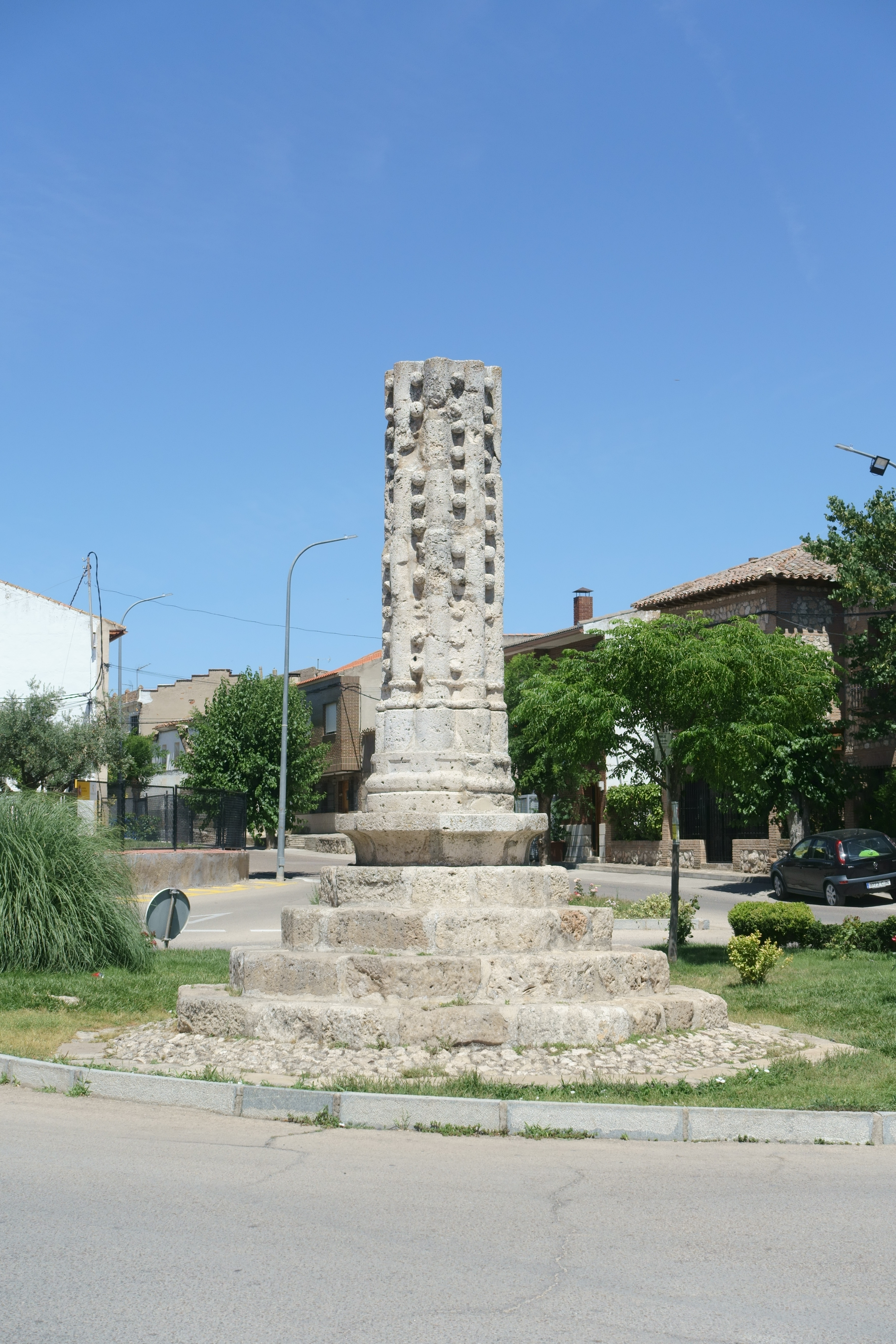
Rollo jurisdiccional

Conocido popularmente como picota es del siglo XV, de estilo gótico y está adornado con perlas isabelinas. La Inquisición lo utilizaba como instrumento de castigo, exponiendo a los condenados subidos y atados en el último peldaño para avergonzarlos ante el pueblo. Su emplazamiento actual no es el original debido a apropiaciones de terrenos.

### Fuentes

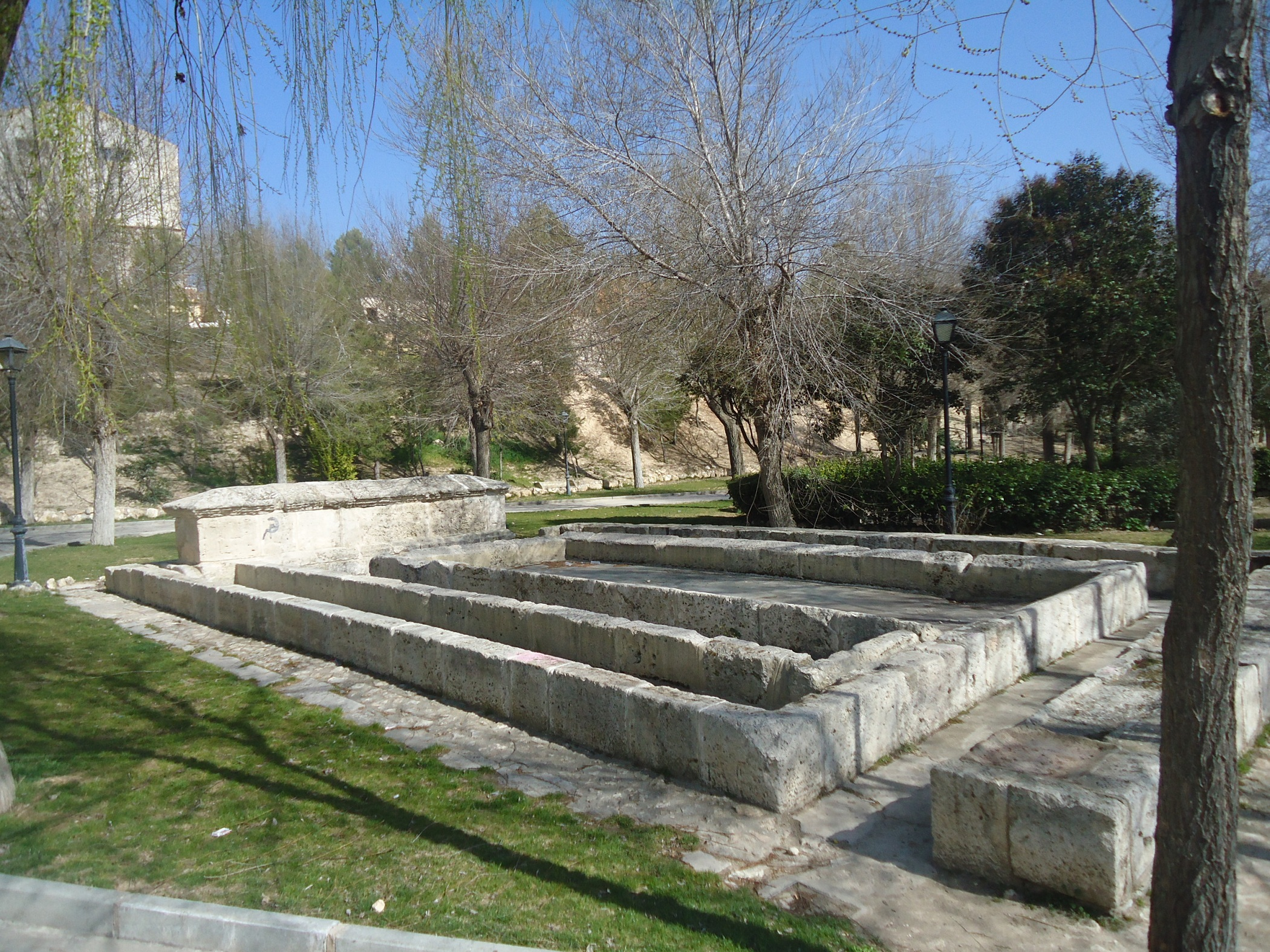
Fuente de los Tres Caños

### Casas solariegas

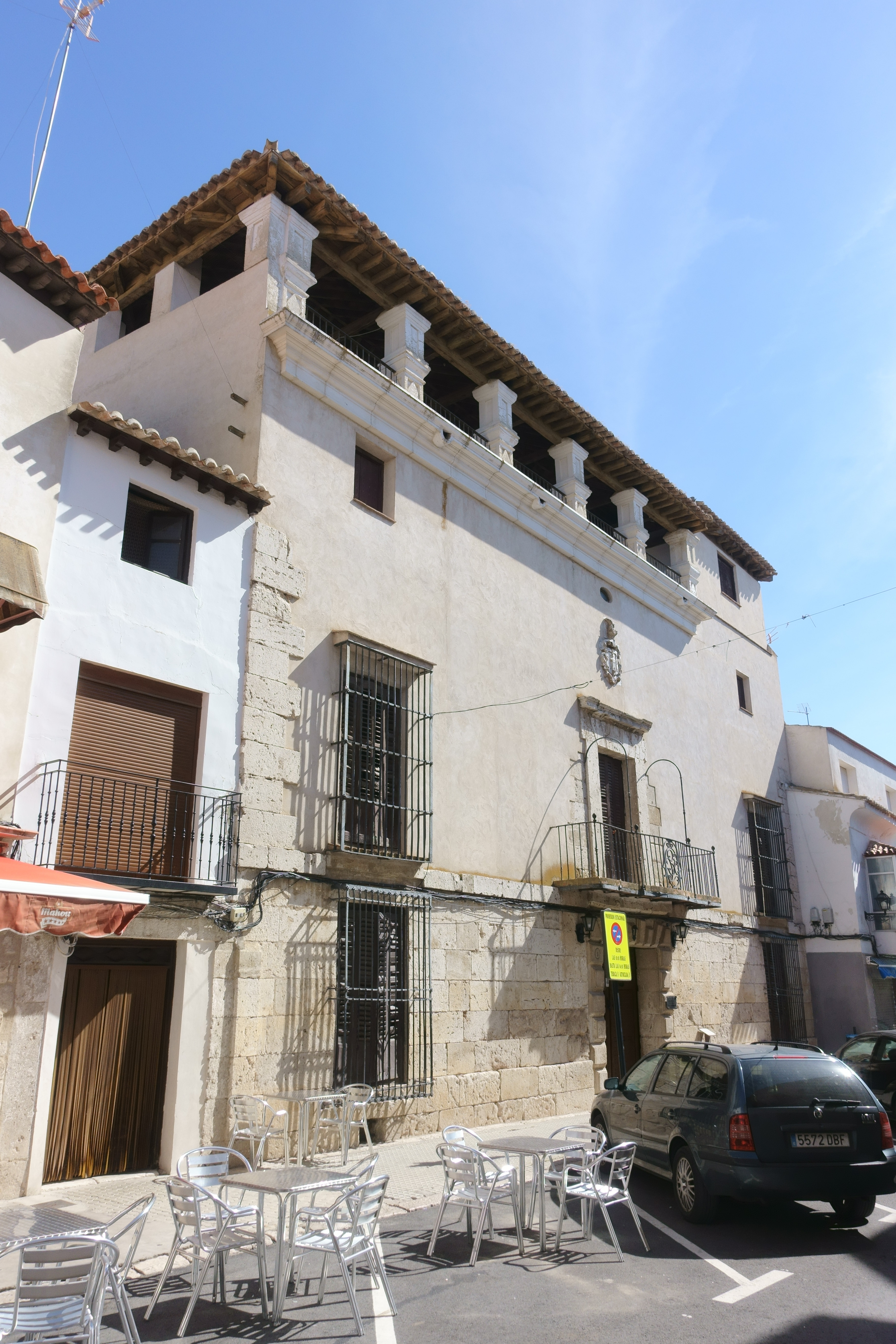
Casa de Don Pedro Flores de la Oliva

A lo largo de las calles del centro histórico de Yepes pueden verse casas solariegas de familias nobles que lucen sus portadas blasonadas, rejas decoradas, amplios balcones y ventanas, rematando los edificios con buhardillas. Estas casas, entre las que destaca el estilo herreriano del siglo XVII, muestran la influencia del Siglo de Oro en la villa.
Además de esto también se pueden encontrar otros tesoros histórico-artísticos de menor envergadura pero no menor importancia, como son la Cruz Verde, la talla del Cristo de la Luz o la antigua sinagoga del barrio judío, entre otros.

## Cultura

### Gastronomía
La gastronomía yepera es heredera de una tradición secular vinculada a los productos de la tierra y a las culturas que han pasado por ella, como las puches, patatas camperas con conejo o liebre, callos a la yepera, migas de gañán, vaca a la caldereta.
Los dulces de Yepes son herederos de la gastronomía hispanomusulmana basada en ingredientes como almendras, miel, azúcar y harina, elaborándose con ellos melindres, turcos (ambos comidos tradicionalmente por Navidad), hornazo dulce (comido el Domingo de Resurrección por la tarde), bollos de aceite y arrope (hecho con el mosto de la uva en época de vendimia), la sopa de almendra, postre típico de Navidad hecho con una pasta de mazapán, buñuelos de viento (comidos en el día de Todos los Santos). También destacan el licor llamado limoncillo y los vinos, que crean el refrán popular «el que vino a Yepes y no bebió vino, a ¿qué vino?»; y a los que Góngora dedicó estos versos:[cita requerida]

que más yo quiero pasar
 de Yepes a Madrigal
 la regalada corriente
 y ríase la gente

La uva predominante era la malvar, esta era más pequeña y dulce, de ahí el sabor tan especial del vino, luego se plantó uva blanca americana, menos dulce, pero de más producción.

### Folclore
Danzas: jotas, seguidillas y fandangos castellanos, son los bailes y canciones tradicionales, entre ellas:
- Jota de quintos: los quintos sacaban a bailar a las madres de sus novias, y estas se unían al final.
- La yeperina: cantada por labradores y bailada por mujeres, que tratan de enlazar una cinta alrededor de un palo y desenrollarla.
- El perejil: nombre de un fandango manchego que no constituye un estilo concreto de cante, sino un conjunto de canciones, influidas por el flamenco.
- Mayos: canciones de ronda en la que se ensalza la belleza de la mujer amada, tradicionalmente cantada en la noche del 30 de abril al 1 de mayo.
- El pelele: canción popular cantada por las mujeres que elaboran los peleles (simbolizando a Judas Iscariote) y cuelgan en balcones, hasta el Domingo de Resurrección, que se mantean en la Plaza Mayor y los hombres tienen que intentar quitárselos para mostrar su enfado con dicho apóstol, ya que según la tradición católica Judas traicionó a Jesús por unas monedas.

arriba el pelele
 tu madre te quiere
 tu padre también
 toditos te queremos
 arriba con él...
 ...fuera burro, fuera burro
 que aquí no se vende paja
 que lo que se vende aquí
 son unas buenas muchachas...

### Fiestas

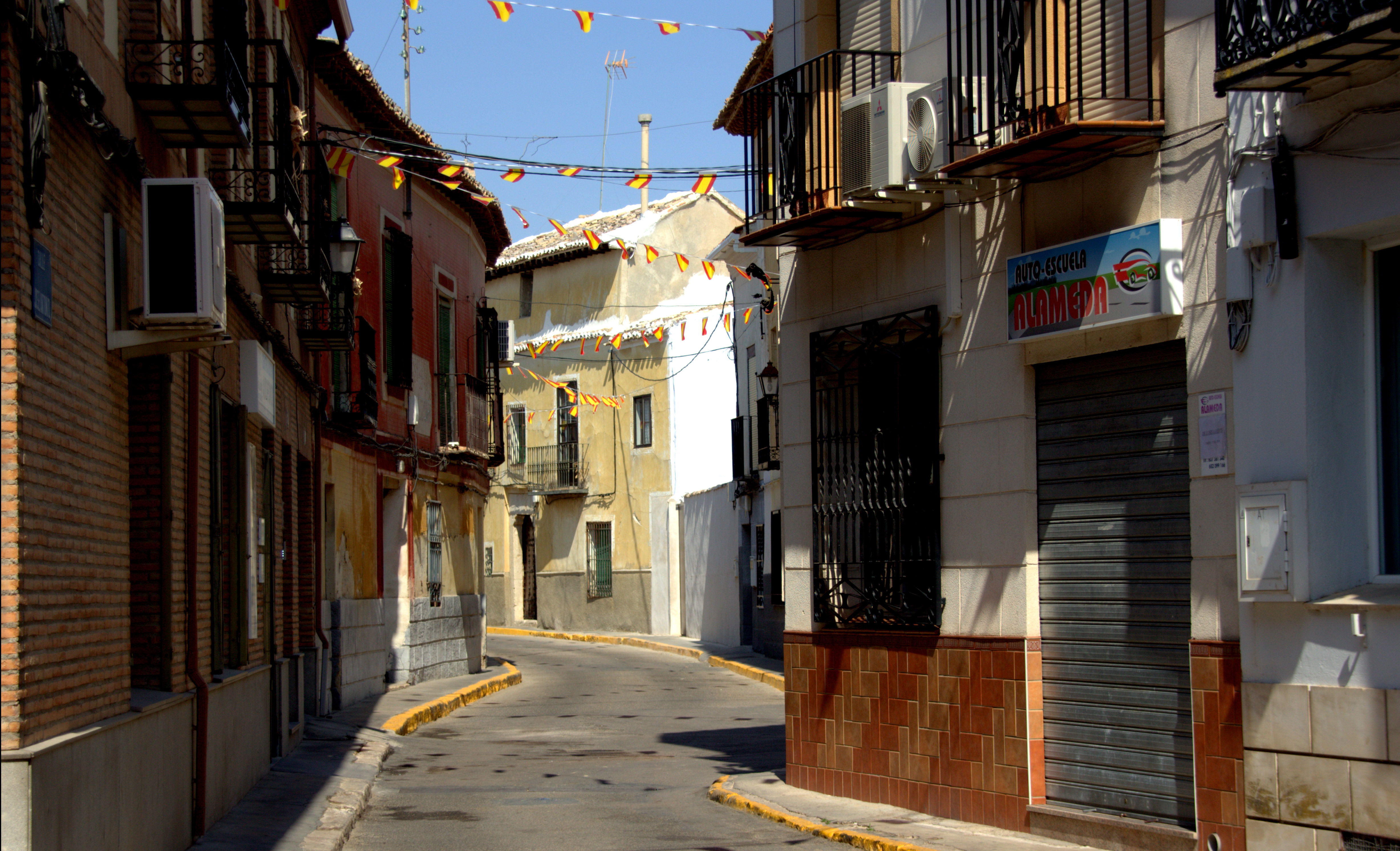
Calle de Yepes adornada con banderitas

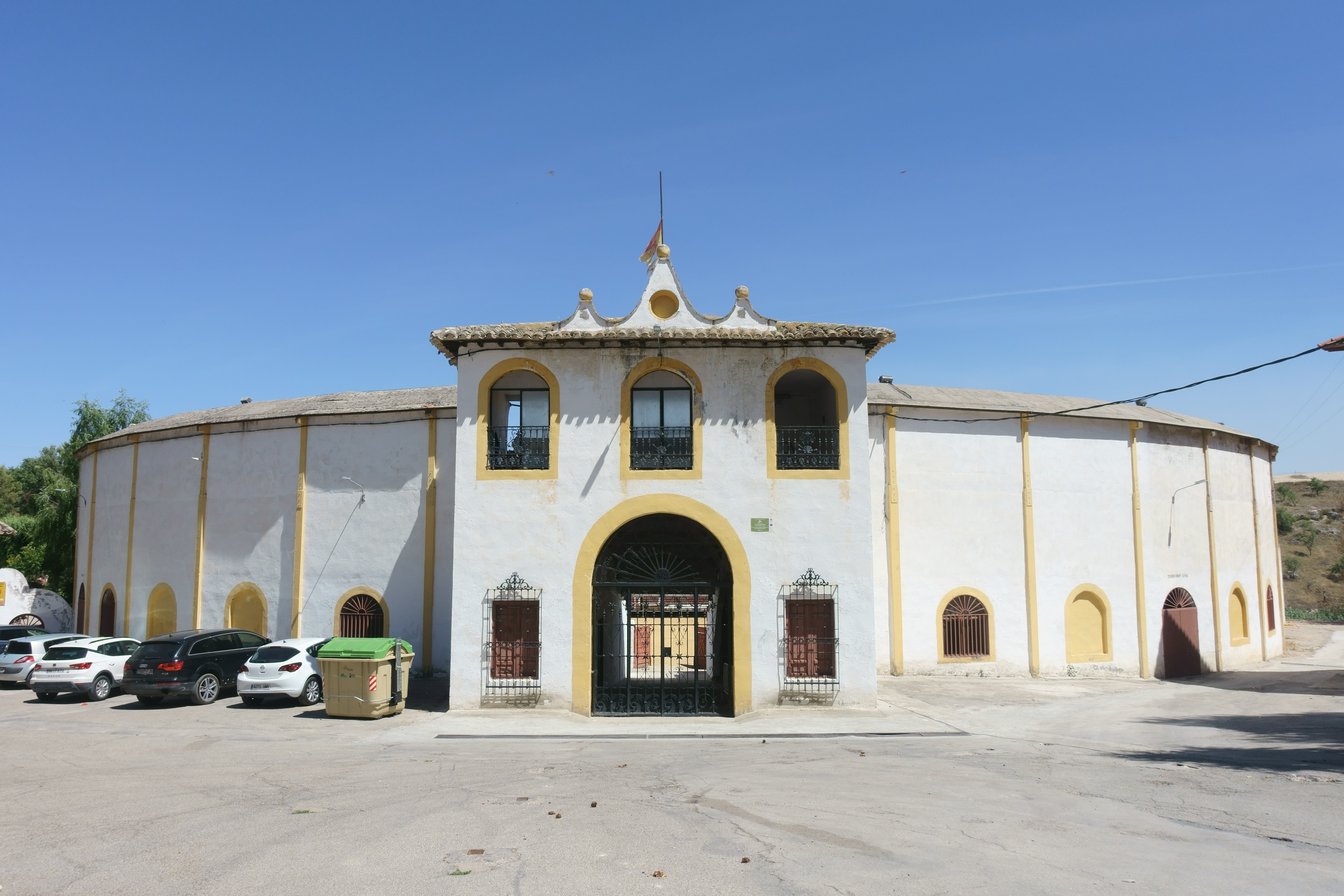
Plaza de toros

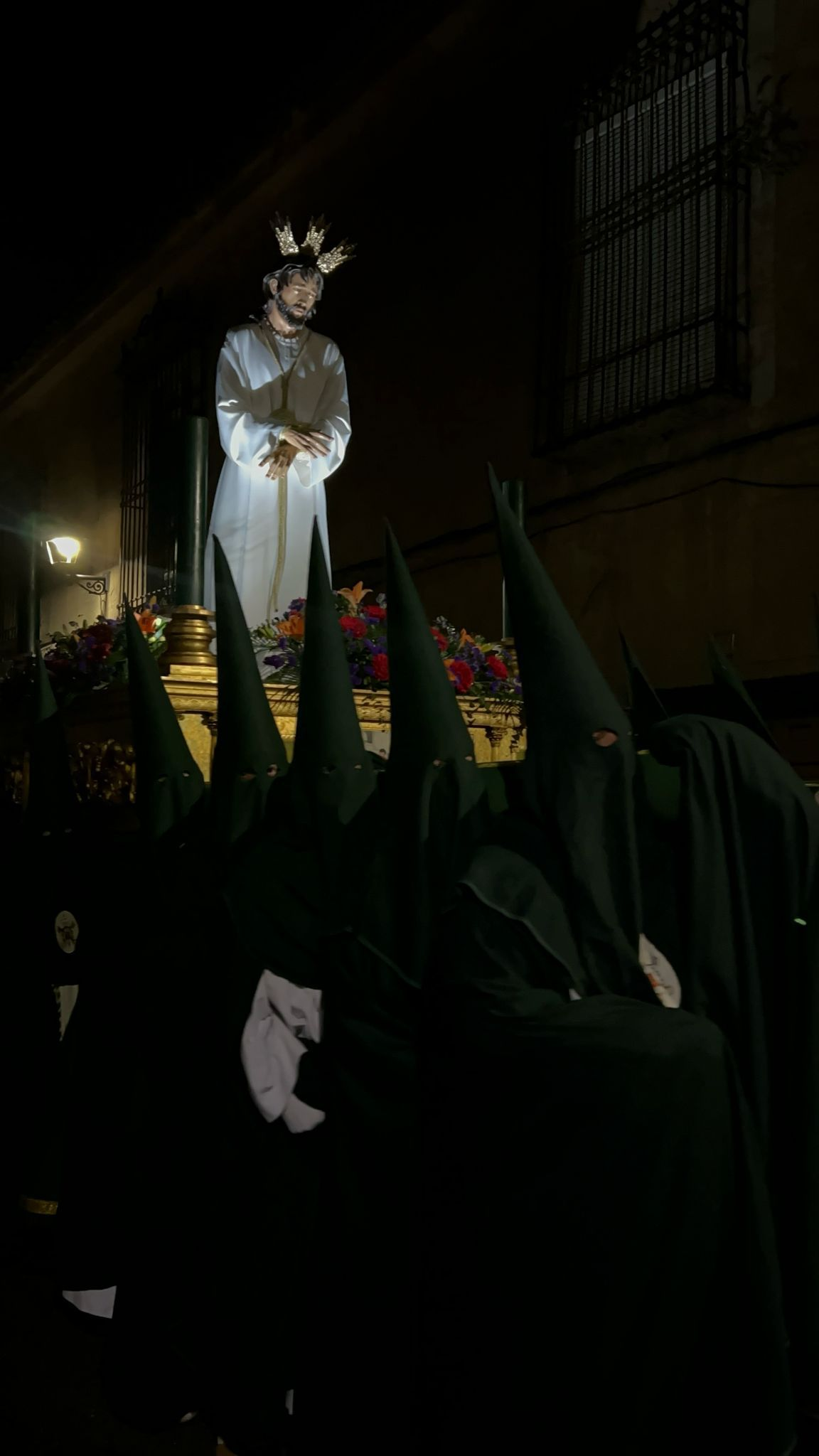
Procesión negaciones de San Pedro

- Procesión negaciones de San PedroFiestas patronales en honor al Santísimo Cristo de la Vera Cruz: procesión con el Cristo, fuegos artificiales, conciertos, encierros, corridas de toros, toro del aguardiente, dianas, giras, peñas, etc., durante seis días desde el jueves más próximo al 14 de septiembre.
- Semana Santa, con las procesiones siguientes:
  - El Martes Santo, por la noche, procesión de las negaciones de San Pedro, con los pasos de San Pedro y Jesús Cautivo, organizada por la Hermandad de los Santos Apóstoles Pedro y Pablo, vestidos con capirote, capa y cíngulo verde, y túnica blanca, con la presencia de la banda de tambores y cornetas de la Hermandad, teniendo lugar el abandono de San Pedro a Jesús Cautivo en la Plaza Mayor.
  - El Jueves Santo, algunos pasos llevados a hombros por los jóvenes de la localidad de la antigua Hermandad del Santísimo Cristo de la Vera Cruz, con túnica blanca almidonada, ceñida con cordón negro y sendos rosarios, crucifijo al pecho y guantes negros.
  - La noche del Jueves al Viernes Santo, procesión del Silencio de la Hermandad de Nuestro Padre el señor de la Misericordia, que procesiona desde el Convento de Carmelitas llevando los cofrades túnica estameña marrón carmelita, cíngulo de esparto, sencillo crucifijo al cuello, sandalia monacal, y portando faroles en sus manos.
  - Por la noche, procesión de la Hermandad de Nuestra Señora de la Virgen de la Soledad, la más numerosa, portando los varones capa española y escapulario de la Hermandad y las damas mantilla española. El Domingo de Pascua, la Procesión del Aleluya, seguido de los tradicionales hornazo dulce y día del pelele.
- Fiesta de la santa Reliquia, el último fin de semana de junio, con la procesión por las calles de la localidad del santo Corporal que guarda la Sangre de Cristo según el Milagro de Cimballa. Por las noches orquestas y feria.
- Fiesta de san Pedro y san Pablo, procesión de los santos, acompañados por jinetes a caballo, seguidamente procesión en rito hispano-mozárabe.
- Corpus Christi. Procesión con las calles ornamentadas con tapices, toldos y altares.
- Fiesta de san Luis, el fin de semana en torno al 21 de junio. Feria en el barrio homónimo.
- Carnavales. Concurso de comparsas y mamarrachos.
- Día de los Mayos, la noche del 30 de abril al 1 de mayo.
- Jornadas Calderonianas, fin de semana después del Corpus, con rutas turísticas escenificadas y mercado de época, rememorando la representación de la obra que Calderón de la Barca escribió para la villa.
- Día de Todos los Santos.

## Yepes en el cine y en la literatura
Yepes ha sido escenario de grabaciones cinematográficas, entre las que destacan:
- Los judíos de patria española (1931): corto/documental de cine mudo dirigido y escrito por Ernesto Giménez Caballero sobre la diáspora sefardí. Yepes aparece de manera fugaz.
- Las señoritas de mala compañía (1973): dirigida por José Antonio Nieves Conde, producida por José Frade y escrita por Juan José Alonso Millán y Antonio Fos, cuenta con la interpretación de Concha Velasco, Esperanza Roy, Isabel Garcés, María Luisa San José, José Luis López Vázquez, Manolo Gómez Bur, Marisa Medina, Juanito Navarro, Emilio Gutiérrez Caba, José Sazatornil, María Luisa Ponte, Mari Carmen Prendes, Ismael Merlo, Tota Alba y José Orjas.
- La máscara negra (1982): serie de Televisión Española protagonizada por Sancho Gracia.
- Cara de acelga (1986): película de comedia dirigida por José Sacristán.
- El obispo leproso (1990): adaptación de la novela de Gabriel Miró por el director José María Gutiérrez González y que cuenta con la interpretación de Lydia Bosch, Philippe Leroy, Sílvia Munt, Mercedes Sampietro y Tito Valverde.
- El milagro de P. Tinto (1998): película dirigida por Javier Fesser. En el minuto 57,34 uno de los marcianos (interpretado por Emilio Gavira) cocina un pollo con vino de Yepes (el actor lo dice y se ve una botella de vino en la que pone «Vino de Yepes»).
- Reinas (2005): película dirigida por Manuel Gómez Pereira, en la primera y última escena Nuria (Verónica Forqué) viaja en el AVE de Madrid a Barcelona, por la ventana del vagón se ven algunos parajes del término municipal de Yepes, concretamente el recorrido de la carretera CM-4004 dirección Añover de Tajo, puesto que Yepes no se encuentra en el trazado del AVE de esta línea.
- Regreso a Moira (2005): película dirigida por Mateo Gil

La literatura también tiene referencias interesantes del pueblo. Benito Pérez Galdós en su episodio nacional "El 19 de Marzo y el 2 de Mayo", Cap. VII, menciona el vino de Yepes e insinúa sus efectos en el hecho histórico del motín de Aranjuez:
- [...] "Sabe Dios  cuántos cuartillos de lo de Yepes tendrá en el bendito estómago" [...], dice el cura Don Celestino al protagonista Gabrielillo sobre el sacristán Santurrias, que se comporta desvergonzadamente con él.

## Hermanamientos
Yepes estaría hermanado con Sainte Eulalie (Francia) y Vega de Alatorre (México)